# Sex Pistols
Sex Pistols (рус. Секс пистолс; МФА: [sɛks ˈpɪst(ə)lz]) — британская панк-рок-группа, образованная в 1975 году в Лондоне. Коллектив стал олицетворением субкультуры панка, а его участники — инициаторами так называемой «панк-революции» в Великобритании. Своим творчеством и идеологией Sex Pistols вдохновили огромное количество исполнителей более позднего периода, представляющих практически все направления рок-музыки. Группа считается одним из самых влиятельных коллективов 1970-х годов.
Первоначально в состав Sex Pistols входили вокалист Джонни Роттен, гитарист Стив Джонс, барабанщик Пол Кук и бас-гитарист Глен Мэтлок, а в качестве импресарио группы выступал Малкольм Макларен. В начале 1977 года Мэтлок был заменён Сидом Вишесом. Являясь выходцами из низших социальных слоёв, Sex Pistols призывали к анархии, проявляли полное неуважение к королевской семье и политическому строю Великобритании, что нашло отражение в их песнях «Anarchy in the U.K.» и «God Save the Queen», тем самым породив острые споры между многочисленными сторонниками и противниками музыкантов. Телеканалы и радиостанции отказывались транслировать композиции Sex Pistols, концерты группы, часто заканчивавшиеся потасовками, неоднократно запрещались, тиражи пластинок арестовывались. Музыканты выпустили всего один студийный альбом Never Mind the Bollocks, Here’s the Sex Pistols, который изменил путь развития популярной музыки и стал одним из наиболее важных дисков для рок-индустрии в целом. Несмотря на скандалы, связанные с выпуском пластинки, она стала сначала золотой, а затем и платиновой в США и Великобритании, а также золотой в Нидерландах.
Несмотря на непродолжительность наиболее активной фазы своего существования (чуть более двух лет), Sex Pistols навсегда приобрели репутацию одного из самых скандальных и провокационных музыкальных коллективов за всю историю. В 2006 году группа была включена в американский Зал славы рок-н-ролла.

## История группы

### Начало

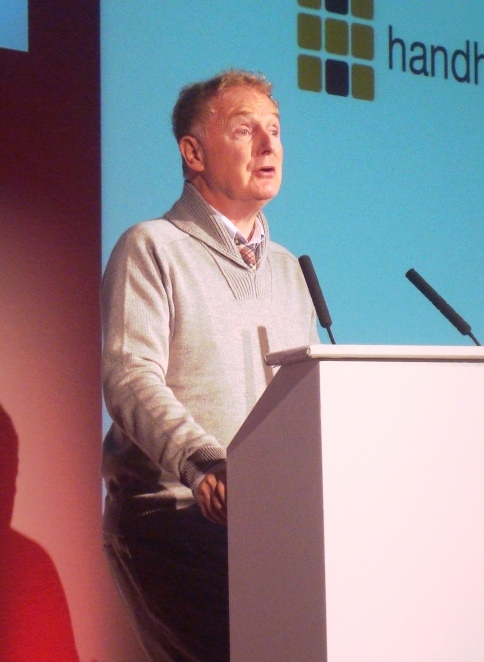
Менеджер Sex Pistols и владелец магазина SEX Малкольм Макларен. 2009 год

Группа Sex Pistols была создана на основе лондонского коллектива The Strand, образованного в 1972 году тремя подростками — вокалистом Стивом Джонсом, ударником Полом Куком и гитаристом по имени Уолли Найтингейл. Позже Джонс говорил, что в то время они с Куком играли на ворованных инструментах, потому что на свои пришлось бы долго копить. В ранний состав The Strand, также известный под названием The Swankers, входили, помимо перечисленных, Джим Мэкин, игравший на органе, и бас-гитарист Стивен Хейс (позже место последнего на некоторое время занял другой басист — Дел Нунс).
Участники The Strand периодически наведывались в два магазина одежды на улице Кингс-роуд в районе Челси: Acme Attractions, принадлежавший неким Джону Кривину и Стеф Рейнор (будущий кинорежиссёр и музыкант Дон Леттс тогда работал в нём менеджером), и Too Fast to Live, Too Young to Die, хозяевами которого были Малкольм Макларен и Вивьен Вествуд. Магазин Макларена и Вествуд открылся в 1971 году под вывеской «Let It Rock»; сначала его целевыми покупателями были так называемые тедди-бои, а в 1972 году он переориентировался на модные рокерские и байкерские тенденции.

Магазин был не такой, как все остальные на Кингс-роуд. Ты знал, что придёшь туда, и никто тебе не будет там надоедать. Потому что в других магазинах, дальше по Тейк-Сикс, как только туда входишь, сразу пятеро человек преграждают тебе дорогу со всякими вопросиками: «Могу ли я вам чем-то помочь?», «Не желаете ли пиджак?»… И нигде на Тейк-Сикс не было такой одежды на витрине. Мы захаживали туда, потому что там была одежда тедди-боев. В общем, мы в магазин ходили не как покупатели, а просто так: прошвырнуться где-нибудь, время занять, понимаете? Потусоваться часок-полтора, с людьми потолкаться…— Стив Джонс
В начале 1974 года Стив попросил у Макларена помощи в промоушне The Strand, благодаря чему Макларен фактически стал менеджером команды и первым делом ввёл в состав коллектива Глена Мэтлока — студента Колледжа искусств имени Святого Мартина, который к тому времени уже год подрабатывал в его магазине. Мэтлок занял место басиста. В таком составе группа начала репетировать. В ноябре Макларен временно переехал в Нью-Йорк; перед отъездом он с согласия Вествуд переименовал магазин в SEX. Отныне бутик начал специализироваться на продаже «антимодной» эпатажной одежды и нарядов из кожи и латекса в стиле фетиш. Магазин привлекал неформальную молодёжь и впоследствии стал настоящим центром лондонского панк-движения.

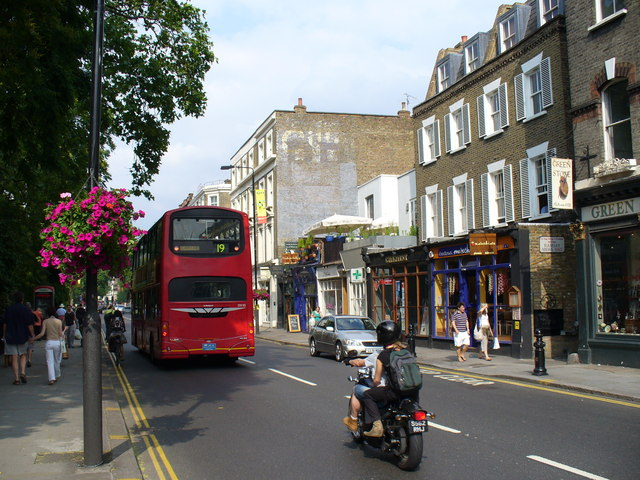
Улица Кингс-роуд на западе Лондона, получившая известность как центр развития английской моды благодаря деятельности Малкольма Макларена, Вивьен Вествуд и Мэри Куант

В США Макларен несколько месяцев занимался продюсированием прото-панк-группы New York Dolls; в мае 1975 года он вернулся в Лондон. Находясь под впечатлением от формирующейся заокеанской панк-сцены и, в частности, от харизмы Ричарда Хэлла из Television, Макларен загорелся идеей создать провокационную рок-группу (сказалось также и его давнее увлечение идеями ситуационизма). За основу он решил взять имеющийся «под рукой» коллектив The Strand, который в отсутствие Макларена продолжал регулярно репетировать под присмотром его друга Бернарда Роудса. Вскоре — с подачи Макларена — из группы выгнали Найтингейла, и место гитариста занял Джонс. Однако без харизматичного лидера команда была обречена оставаться малоприметным рок-н-ролльным ансамблем, поэтому Макларен, Роудс и члены коллектива поспешили начать поиски вокалиста. Среди претендентов были шотландец Мидж Юр из группы Slik и Кевин Роуленд из Dexys Midnight Runners, но оба оказались забракованы. Поиски долго не давали результатов. Макларен даже сделал несколько предложений стать вокалистом Ричарду Хэллу, однако тот отклонил приглашение. Поиски солиста, как позже признавался Мэтлок, дошли до абсурда и начали сводиться в основном к разыскиванию людей с короткими волосами, потому что длинные тогда носили практически все.

### Приход Джонни Роттена
В августе 1975 года Роудс заметил на Кингс-роуд девятнадцатилетнего Джона Лайдона, который, как и другие участники группы, происходил из низшего класса. Его внешний вид моментально притягивал внимание: волосы, зачёсанные в беспорядке вверх (первым такую причёску стал носить Ричард Хэлл), рваная, скреплённая булавками футболка с надписью «Pink Floyd», поверх которой фломастером было выведено «Я ненавижу» (в то время это считалось чудовищным кощунством), и маниакальный взгляд. Он казался идеальным кандидатом на вакантное место вокалиста, оставалось лишь узнать о его музыкальных способностях. Вскоре Лайдон был приглашён в близлежащий паб для встречи с Джонсом и Куком. Джонс позже вспоминал, что первое его впечатление от Лайдона было положительным — музыканту пришлись по душе его зелёные волосы, манера поддерживать разговор, да и встреча в целом. Когда паб закрылся, в магазине Макларена Джону устроили прослушивание, на котором он подпевал музыкальному автомату, игравшему песню Элиса Купера «I’m Eighteen». У Лайдона был плохой вокал, он не попадал в ноты. Его выступление вызвало у Джонса и Кука смех, однако Макларен убедил их принять Лайдона в состав The Swankers и начать репетировать совместно.
В то время на репетициях группы иногда появлялся Ник Кент, сотрудничавший с журналом New Musical Express, однако новый вокалист сразу же потребовал, чтобы тот «исчез». Позднее в автобиографии он утверждал, что после того случая Кент не написал о нём ни единого хорошего слова. За гнилые зубы Джонс вскоре окрестил Лайдона «Джонни Роттеном» («Rotten» в переводе с английского — «Гнилой»).
В сентябре группа продолжала репетировать и выступать в местных пабах. Кук, который, помимо музицирования, ещё и работал, начал подумывать об уходе из коллектива под предлогом того, что Джонс недостаточно хорошо играет на гитаре. Вскоре в еженедельнике Melody Maker появилось объявление о поиске второго гитариста. Согласно его тексту, кандидат должен был быть не старше двадцати лет и выглядеть не хуже Джонни Сандерса из New York Dolls. Большинство тех, кто откликнулся на объявление, как гитаристы никуда не годились, но Макларен считал, что процесс совместного прослушивания в любом случае усилит сплочённость между музыкантами. По итогам прослушивания пятым участником группы стал талантливый гитарист Стив Нью, однако навыки игры Джонса постепенно улучшались, да и для разработанного на тот момент группой звучания второй гитарист уже не был нужен. В связи с этим Нью покинул коллектив уже через месяц.
Перед группой встал вопрос о смене названия, и после оценки множества вариантов (среди которых были Le Bomb, Subterraneans, The Damned, Beyond, Teenage Novel, Kid Gladlove, Creme De La Creme и QT Jones and His Sex Pistols) решено было остановиться на Sex Pistols (рус. Сексуальные Пистолеты). Как объяснял Малкольм Макларен, ему хотелось, чтобы по названию его подопечных воспринимали как «плохих парней», но при этом очень притягательных. В это же время группа начала работать над собственным музыкальным материалом. Все тексты песен писал Роттен, а большую часть музыки — Мэтлок, хотя в числе авторов всегда указывались все четыре участника.
6 ноября 1975 года состоялось первое выступление группы, организованное Гленом Мэтлоком в колледже Святого Мартина, где он учился. Sex Pistols играли на разогреве у паб-рок-команды Bazooka Joe, одолжив у них оборудование и барабаны. Музыканты исполнили лишь несколько кавер-версий: «Substitute» (The Who), «Whatcha Gonna Do About It» (The Small Faces) и «(I’m Not Your) Steppin' Stone» группы The Monkees. Зрители, присутствовавшие на концерте, вспоминали, что в музыкальном плане группа не представляла собой ничего выдающегося, разве что играла крайне громко. Других песен Sex Pistols исполнить не успели, так как участники Bazooka Joe отключили им электричество, опасаясь за сохранность своих инструментов. Из-за этого между участниками коллективов случилась потасовка прямо на сцене.

Там присутствовали довольно подлые людишки. Они нас обрывали на полуслове. Какой-то чувак залетал на сцену и говорил: «Это была ваша последняя песня» или «Большое спасибо Sex Pistols за ваше пустое звучание», в общем, постебались так над нами.— Глен Мэтлок

### «Anarchy in the UK» и возникновение популярности

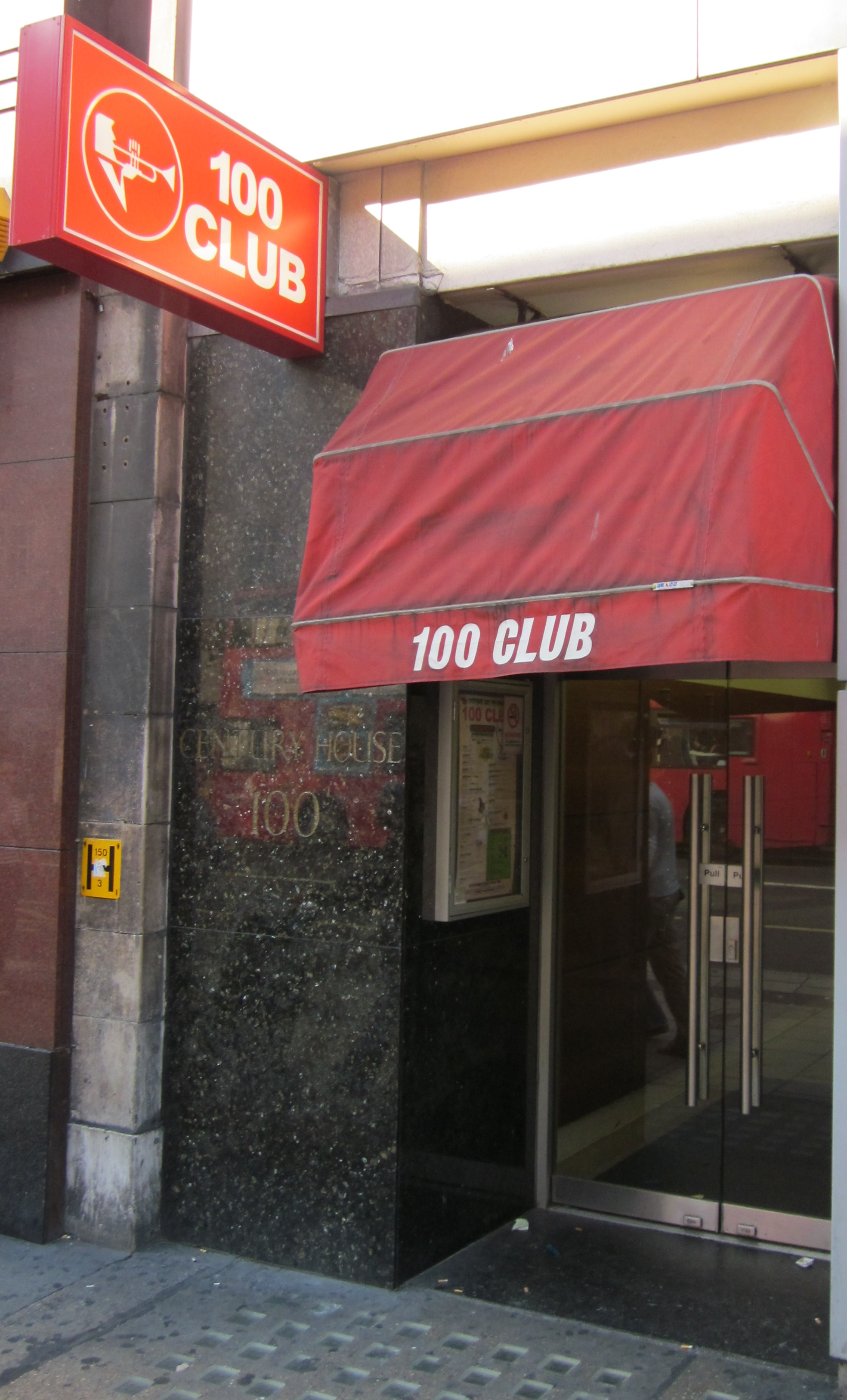
Вход в знаменитый лондонский клуб 100, в котором Sex Pistols в 1976 году проводили свои выступления

Sex Pistols провели несколько концертов в колледжах и школах Лондона. Поначалу у коллектива не было собственного материала — музыканты исполняли кавер-версии известных рок-песен. О группе, у которой не было ни записей, ни выступлений на телевидении или радио, было известно очень немногое; на первый концерт команды в провинции, в манчестерском Фри-Трейд-Холле, пришли всего 35—40 человек. Чтобы стать не просто группой, перепевающей чужие песни, Sex Pistols нужны были собственные композиции. Первой из них стала «Pretty Vacant», музыку к которой написал Глен Мэтлок, взявший за основу рифф из песни «S.O.S.» группы ABBA, случайно услышанной им по радио.
Макларен и Вествуд понимали, что лондонская панк-сцена благодаря деятельности Sex Pistols стала набирать большую популярность не просто как мода, а как радикальное социальное движение. Весной 1976 года старый друг Макларена, Джейми Рид, начал производство рекламных материалов для группы, чтобы повысить её узнаваемость. В первой половине 1976 года Sex Pistols выступали в лондонских клубах, а летом того года начали выезжать на гастроли в провинцию. Музыканты набрали опыт концертных выступлений, играя в известных клубах 100 и «Нэшвилл». Знаменитый вокалист Джо Страммер, в то время участник группы The 101ers, увидев Sex Pistols в «Нэшвилле», настолько вдохновился их выступлением, что в тот же вечер объявил об уходе из The 101ers и начал формировать собственный панк-коллектив The Clash, завоевавший позднее не меньший успех, чем «Пистолеты».
Среднее количество посетителей клуба 100 после выступлений Sex Pistols резко возросло — с пятидесяти человек до шестисот. У группы появился постоянный концертный звукорежиссёр, Дэйв Гудман, который помог музыкантам создать плотный громкий звук, характеризующийся бесперебойными ударами барабанов и искажённым звучанием главных гитарных партий. Пение Роттена состояло из пронзительных, аффектированных, пародирующих произношение кокни возгласов. Никаких пластинок и радиотрансляций у коллектива не было, однако его известность в андеграунде стремительно росла. Дэйв Гудман вспоминал, что во время выступлений команды публика реагировала очень бурно — вся злость зрителей выплёскивалась наружу, и происходило множество драк; он объяснял это влиянием музыки Sex Pistols.
В августе 1976 года по телевидению впервые было транслировано выступление Sex Pistols; на манчестерской студии Granada Television музыканты исполнили вторую песню собственного сочинения — «Anarchy in the U.K.», что породило у средств массовой информации и широкой публики интерес к панку. Содержание песни было достаточно протестным и дерзким, она призывала к насилию и анархии, а государство того времени сравнивалось в тексте с несколькими оппозиционными организациями Великобритании: Организацией по освобождению Анголы, Ассоциацией обороны Ольстера и Ирландской республиканской армией. В начале песни звучал каскад рубящих наотмашь гитарных аккордов, на фоне которых раздавалось сначала злорадное восклицание Роттена «Прямо сейчас!», затем — его «ненормальный» сардонический смех и слова «Я — антихрист, я — анархист». Джонни Роттен рассказывал, что строка «Я — антихрист» у него получилась случайно. В первоначальном варианте текста дважды повторялось «Я — анархист», но Джонни сбился в произношении и спел «antichrist» вместо «anarchist».
В это время крупная звукозаписывающая компания EMI Records начала с группой переговоры, в результате которых 8 октября 1976 года Sex Pistols подписали свой первый контракт. Стремясь обогнать остальные лейблы, один из директоров EMI, Ник Моббс, утром провёл переговоры с Малкольмом Маклареном, а вечером того же дня контракт был составлен, проверен и подписан — за рекордно короткий срок в истории компании. К тому времени Sex Pistols были бесспорным олицетворением панка, воодушевив тысячи молодых людей на создание похожих музыкальных групп по всей Великобритании, а также изменив мировоззрение уже существовавших коллективов — The Jam, Joy Division, The Buzzcocks и других. Сами музыканты не называли свою музыку «панк-роком», они предпочитали термин «хаос». Термин «панк» (англ. Punk — подонок, хулиган) прижился благодаря прессе. Если в США «панком» называлась культура рок-н-ролльного андеграунда, то в Англии, благодаря деятельности Sex Pistols, «панк» стал протестом против классовой несправедливости и экономических проблем.
Сколько способов получить то, что ты хочешь!
Я использую лучшие и использую всё остальное.
Я использую врага,
Я использую анархию, потому что я
Я хочу быть анархией!
Единственный способ существования!
How many ways to get what you want
I use the best I use the rest
I use the enemy
I use anarchy cos I
I wanna BE anarchy!
The only way to be!
Осенью 1976 года Sex Pistols впервые дали концерт за рубежом (в Париже), а затем выступили на первом международном панк-фестивале в клубе 100. Помимо Sex Pistols, там играли The Damned, The Clash, The Vibrators и Suburban Studs, но вскоре (после инцидента, когда во время панк-фестиваля осколок стекла попал в глаз девушке, и серии драк с участием группы в клубах «Марки», «Нэшвилл» и «Дингуолл») им запретили выступать в клубе 100.
26 ноября 1976 года вышел первый сингл коллектива — «Anarchy in the U.K.», занявший 38-е место в британском чарте UK Singles Chart. Это был второй по счёту панк-сингл в Великобритании (первенство досталось «New Rose» группы The Damned). По цензурным соображениям песню запретили транслировать в эфире. По словам Джонни Роттена, «Anarchy in the U.K.» запретили без всяких оснований: когда сингл достиг 38-й позиции в хит-параде, компания EMI, опасаясь за свою репутацию, приостановила его печатание, поскольку песня могла бы легко занять первую строчку чарта.

### Скандал в прямом эфире

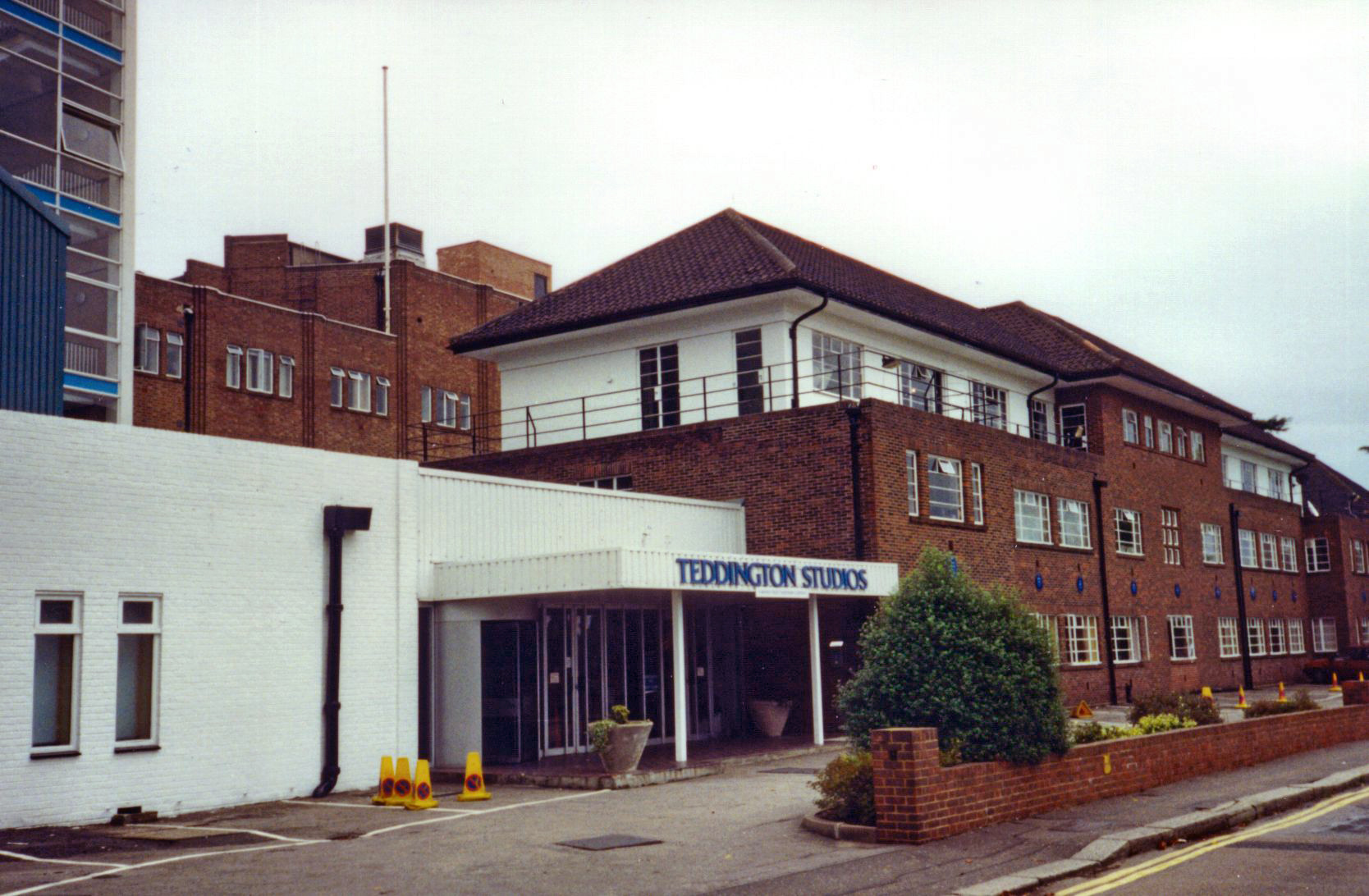
Здание телестудии Teddington Studios (февраль 2009). Ранее — центральная студия Thames Television

Утром 1 декабря 1976 года секретарше Sex Pistols Софи Ричмонд позвонили с телеканала Thames Television и сказали, что хотели бы пригласить группу на одну из своих программ. Вечером музыканты, вызывающе одетые и не вполне трезвые, в сопровождении фанатов, среди которых была вокалистка малоизвестной тогда группы Siouxsie and the Banshees, появились в прямом эфире на шоу «Сегодня» с ведущим Биллом Гранди. Интервью длилось всего несколько минут, но запомнилось надолго.

Гранди: Что-что? 
Роттен: Ничего. Грубое словцо. Следующий вопрос! 
Гранди: Нет-нет. Что это было за слово? 
Роттен (опуская глаза): Дерьмо. 
Гранди: Святые небеса, вы меня до смерти перепугали.

После этого Джонни Роттен начал бесцеремонно раскачиваться на стуле — он понимал, что только что нарушил одно из табу, установленных на британском телевидении. Ведущий, захватив инициативу, обратился к фанаткам коллектива, стоявшим позади музыкантов: «А что вы скажете, девушки в заднем ряду?» Это возмутило басиста Глена Мэтлока, который нагло и неуместно выкрикнул: «Да он вам в папаши годится, этот старикашка — а то и в дедушки!» Гранди, не обращая внимания на эту фразу, спросил Сьюзи Сью: «Вас это беспокоит или вы получаете удовольствие?» Девушка жеманно пригладила волосы и ответила: «Получаю удовольствие. Всегда мечтала с вами встретиться». Ведущий воспользовался моментом, чтобы закономерно поиздеваться над Sex Pistols: «В самом деле? Мы ведь ещё встретимся позже, правда?»
Эти слова спровоцировали вспышку ярости у гитариста Стива Джонса, до того молча курившего. «Когда он [Гранди] спросил Сьюзи, встретятся ли они позже, Стив взбесился и наехал на него», — вспоминал Глен Мэтлок. Между Джонсом и Гранди началась перепалка:

Джонс: Ах ты паршивая сволочь! Грязный старикашка! 
Гранди: Продолжайте, пожалуйста. Скорей, у вас ещё есть пять секунд — скажите ещё какую-нибудь мерзость. 
Джонс: Ты сраный ублюдок! 
Гранди: Давайте, давайте. 
Джонс: Ты грёбаный урод! 
Гранди: Какой умный мальчик! 
Джонс: Какой долбаный козёл!

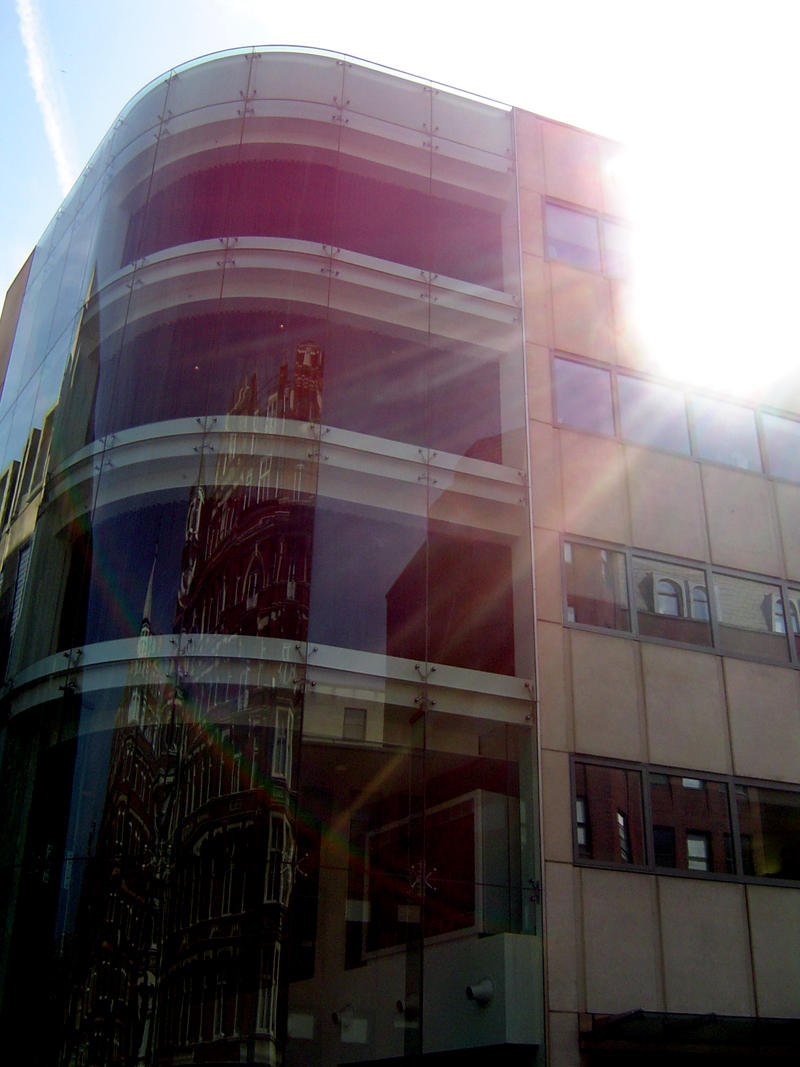
Центральный офис компании EMI в Лондоне

Ведущий поспешил закончить интервью, анонсировав беседу с «другим рокером, Эамонном» (на самом деле он имел в виду Эамонна Эндрюса, другого известного телеведущего). По некоторым утверждениям, когда на экране уже шли титры, Гранди проговорил вполголоса: «Ну и дерьмо».
После этого весь день коммутатор телеканала был заполнен резкими протестами со стороны взбешённых произошедшим телезрителей: своё негодование выразили около двухсот человек. Двое мужчин пришли в такую ярость, что разбили экраны своих телевизоров. По словам одного из них, 47-летнего водителя грузовика Джеймса Холмса, он был настолько возмущён тем, что его восьмилетний сын слышит эту брань, и пришёл в такую ярость, что ударил по телеэкрану ботинком. В то же время многие телезрители заявляли, что Гранди сам спровоцировал музыкантов на эти ругательства и даже не пытался завести серьёзный разговор о творчестве группы. Британский радиоведущий Джон Пил впоследствии вспоминал, что был напуган происшедшим. Он предположил, что если с улицы взять любых других парней лет 15—20, напоить их алкоголем, отправить их на телевидение и предложить сказать какую-нибудь гадость, то в этом случае они могут высказать и более грубые ругательства, а пожать после этого им руку с отвращением и добавить: «Молодец, это действительно гадость», по его мнению, — это чистое лицемерие.
Позже Билл Гранди был отстранён от работы на две недели в связи с начавшимся служебным расследованием по факту употребления нецензурных слов в его передаче, несмотря на то, что виновны были музыканты. В то же время поднялась волна протестов против руководства канала, когда стало известно, что участники Sex Pistols были допущены к участию в съёмках в нетрезвом виде. В связи с новой вспышкой возмущения интервьюер всё-таки был уволен с телевидения.
Почти сразу после этого возник новый скандал: компанию EMI обвинили в сговоре с Thames Television и преднамеренном создании конфликта на телешоу в коммерческих целях, на что бизнес-менеджер лейбла Ларри Холл ответил, что Thames Television является дочерней компанией EMI Limited и компаньоном EMI Records, но случившееся на телевидении не было подстроено, а лейбл совершенно не вмешивается в то, что происходит на Thames.
Тем временем Sex Pistols вместе c The Clash и другими панк-командами отправились в турне «Анархия» по городам Великобритании. Судебные власти большинства округов из-за инцидента с Гранди отменили концерты группы. В итоге за весь тур музыканты отыграли всего семь концертов вместо двадцати четырёх запланированных, а остальное время проводили в дорогих гостиницах, расходуя астрономические денежные суммы. Газеты пестрели заголовками наподобие: «10 запланированных шоу были аннулированы испуганными властями и администрацией на прошлой неделе», «Sex Pistols продолжают надоедать своим присутствием», «Вчера панк-группа из четырёх человек разгромила вестибюль роскошного отеля», «Вандализм в четырёхзвёздочном отеле „Драгонара“ в Лидсе был только прелюдией к вечернему концерту панков в городе». На протяжении всего турне группа учиняла беспорядки и провоцировала новые скандалы. Это оказалось «последней каплей» для компании EMI, и 27 января 1977 года контракт Sex Pistols был расторгнут в одностороннем порядке. Компания выплатила группе неустойку. Из-за неблагожелательных отзывов о коллективе в прессе лейбл отказался от международного рекламирования группы.

### Приход Сида Вишеса

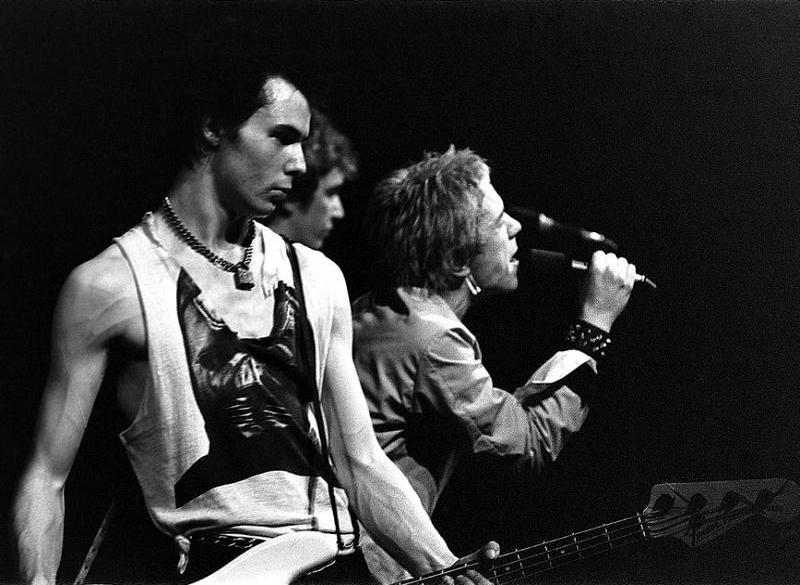
Сид Вишес на сцене

В феврале 1977 года Макларен исключил из состава группы Глена Мэтлока. Причиной этому, по заявлению Макларена, послужило увлечение Глена творчеством The Beatles. Стив Джонс говорил, что Мэтлок был хорошим композитором, но его матери не нравились его песни, что послужило дополнительным поводом для его ухода. Однако в интервью журналу New Musical Express Мэтлок сказал, что добровольно покинул коллектив по взаимному согласию с остальными участниками. Позднее в автобиографии Мэтлок отмечал, что причиной его ухода из Sex Pistols стало ухудшение и без того напряжённых отношений с недолюбливавшим его Джонни Роттеном. Писатель Йон Сэвидж утверждает, что Роттен вытеснил Глена из группы в попытке продемонстрировать свою власть и независимость от влияния Малкольма Макларена. Через некоторое время Мэтлок совместно с Миджем Юром, Стивом Нью и Расти Иганом основал группу The Rich Kids.
Место Мэтлока занял Сид Вишес (настоящее имя — Джон Саймон Риччи, также был известен под фамилией Беверли), друг Джонни Роттена. До этого Вишес был барабанщиком в группах Siouxsie and the Banshees и The Flowers of Romance. Ему также приписывают изобретение танца пого, технику которого он придумал на танцполе в клубе 100 на одном из выступлений Sex Pistols. Музыкальный деятель и писатель Джон Робб утверждает, что это произошло во время концерта Sex Pistols 11 мая 1976 года, однако Мэтлок убеждён, что это случилось, когда группа выступала в Уэльсе в сентябре того же года. По словам Глена Мэтлока, Роттен никогда не соглашался с остальными участниками коллектива (Джонсом и Куком), поэтому специально пригласил в группу своего друга Вишеса, чтобы заручиться поддержкой верного сторонника. Режиссёр Джульен Темпл утверждает, что Джонни покровительствовал Сиду, а других участников считал «просто сумасшедшими». Макларен позже заявил, что Вивьен Вествуд ранее говорила ему о том, что в магазин пару раз заходил парень по имени Джон, который мог бы стать вокалистом в его группе. Когда Роттен был уже принят в Sex Pistols, Вествуд пояснила, что имела в виду другого человека; как позже выяснилось, она рекомендовала Сида Вишеса. Макларен одобрил запоздалое включение Вишеса в состав коллектива. Сид на тот момент практически не имел опыта игры на бас-гитаре, зато его эпатажный внешний вид и репутация хулигана полностью соответствовали имиджу панк-звезды. До вступления в состав Sex Pistols Вишес участвовал в инциденте в клубе 100, в ходе которого был арестован за разбивание стёкол во время выступления панк-группы The Damned и участие в драке; один из осколков стекла попал в глаз присутствовавшей в заведении девушке, в результате чего та наполовину ослепла. В наказание Сид провёл некоторое время в центре предварительного заключения и получил запрет на дальнейшее посещение клуба 100. До этого инцидента возле того же клуба он напал на Ника Кента, избив его велосипедной цепью. По словам Макларена, Сид абсолютно не умел играть на гитаре, но его сумасшедшие поступки идеально согласовывались с имиджем группы. Он в шутку называл Вишеса «рыцарем в блестящих доспехах и с гигантским кулаком». По словам фотографа Боба Груэна, Сид был настоящим «магнитом», постоянно притягивавшим неприятности. Согласно воспоминаниям Джонни Роттена, все участники коллектива договорились, что новый бас-гитарист просто будет «создавать вид», так как его музыкальные способности были «больным вопросом» для группы, а репетиции с Вишесом в марте 1977 года, по его словам, были «просто адскими», хотя Сид тогда очень старался и много репетировал.
В начале 1977 года Вишес познакомился с американкой Нэнси Спанджен. Она имела психические отклонения, употребляла наркотики и иногда подрабатывала проституткой в Нью-Йорке. Спанджен пристрастила Сида к героину, к тому же она «эмоционально отдаляла» его от других музыкантов. В сообществе панков по отношению к ней сложилось крайне негативное отношение. 

Когда Нэнси Спанджен вошла в мой магазин, это выглядело так, как если бы доктор Стрейнджлав наслал свою ужасную болезнь на Англию, выбрав для этого именно мой магазин… Я перепробовал все средства, чтобы её либо переехала машина, либо отравили, либо похитили и отправили морем в Нью-Йорк…Оригинальный текст (англ.)When Nancy Spungen came into my shop it was as if Dr Strangelove had sent us this dreaded disease specifically to England, and specifically to my store....But I tried every way possible to either get her run over, poisoned, kidnapped, or shipped back to New York...— Малкольм Макларен

### «God Save the Queen» и нападения на участников
10 марта 1977 года на площади возле Букингемского дворца Sex Pistols подписали контракт с A&M Records (на самом деле договор был заключён накануне). За четыре недели до этого Макларен летал в Лос-Анджелес и проводил переговоры с главами А&М Гербом Альпертом и Джерри Моссом. Сразу после подписания контракта музыканты отправились в офис компании, где устроили переполох, напугав своим поведением сотрудников лейбла. Меньше чем через неделю, 16 марта, компания аннулировала контракт с группой. Исполнительный директор лейбла в Англии Дерек Грин объяснил это решение пересмотром своих взглядов по отношению к коллективу. Выпуск запланированных двадцати пяти тысяч копий нового сингла «God Save the Queen» был остановлен. Несколько дней спустя выяснилось, что один из приятелей Роттена накануне угрожал расправой другу Грина.
Немного позже, 28 марта, состоялся дебют Сида Вишеса как участника Sex Pistols в лондонском «Notre Dame Hall». В мае группа подписала контракт с компанией Virgin Records (это был третий контракт группы за полгода). Лейбл Virgin был готов выпустить сингл «God Save the Queen», однако возникли новые препятствия. Рабочие на заводе по производству пластинок устроили забастовку в знак протеста против содержания песни, так как в ней присутствовали резкие высказывания в адрес королевы — традиционно считалось, что песни о королевской семье могут только восхвалять их величества, а данная композиция стала для всех полной неожиданностью. Упаковщицы отказались делать для пластинок конверты, на которых Елизавета II была изображена с английской булавкой, скрепляющей её рот (позже для «God Save the Queen» выбрали другую обложку — на ней рот и глаза королевы были заклеены газетными обрывками). После длительных переговоров производство сингла всё же было начато 27 мая. Несколько владельцев крупных торговых сетей отказались продавать пластинку. Сингл был запрещён не только на BBC, но и на всех независимых радиостанциях, обретя репутацию «одной из самых нецензурных записей в британской истории».
В тот год в Великобритании праздновалось двадцатипятилетие со дня вступления королевы на престол. За полторы недели до этого события пластинка была распродана в количестве 150 тысяч копий. Полная ёрничества и жестокой иронии песня оказалась «пощёчиной» английскому истеблишменту. В поддержку сингла вечером 7 июня (в день празднования юбилея) группа организовала выступление на речном судне, курсировавшем по Темзе перед палатой общин. Правоохранительные органы предполагали, что музыкантами готовится какая-то провокация, поэтому, как только судно отчалило от вестминстерского пирса, две моторные лодки полиции последовали за ним. После исполнения группой трёх песен, полицейские потребовали от экипажа причалить к берегу, и спустя полчаса Макларен, Вествуд и многие участники вечеринки были арестованы. Позднее Джонни Роттен назвал это событие «одним хорошим днём в прогнившем мире».
Журналисты издания Daily Mirror предполагали, что «God Save the Queen» займёт первое место в главном британском чарте, однако, как оказалось, запись заняла вторую строчку. По количеству продаж сингл занял первое место, но официально не был допущен на верхнюю ступень хит-парада и не транслировался в радиоэфире (объявлялась только его позиция в чарте).
Боже, храни королеву
Фашистский режим…
Он сделал тебя кретинкой,
Потенциальной атомной бомбой!
Боже, храни королеву,
Она не человек,
И нет никакого будущего
В английских мечтаньях!
Не спросили, чего ты хочешь
Не спросили, что тебе нужно
Нет никакого будущего, нет будущего,
Нет будущего у тебя
God save the queen
The fascist regime
They made you a moron
Potential H-bomb
God save the queen
She ain’t no human being
There is no future
In England’s dreaming
Don’t be told what you want
Don’t be told what you need
There’s no future, no future,
No future for you
После выхода сингла на некоторых участников Sex Pistols и сотрудничавших с группой людей было совершено несколько нападений. Первой жертвой стал арт-директор Sex Pistols Джейми Рид. Четверо неизвестных избили его, сломав ему ногу и нос, и скрылись. Вскоре после этого на лидера группы Джонни Роттена напали на выходе из паба «Пегас». Злоумышленники порезали ему бритвой лицо, руку и колено. Роттен до сих пор не может сжать кисть левой руки в кулак. С ним находились продюсер Крис Томас и менеджер студии Билл Прайс, которые также получили порезы. Засада на него была устроена в автопарке в Хилбьюри, возле паба.

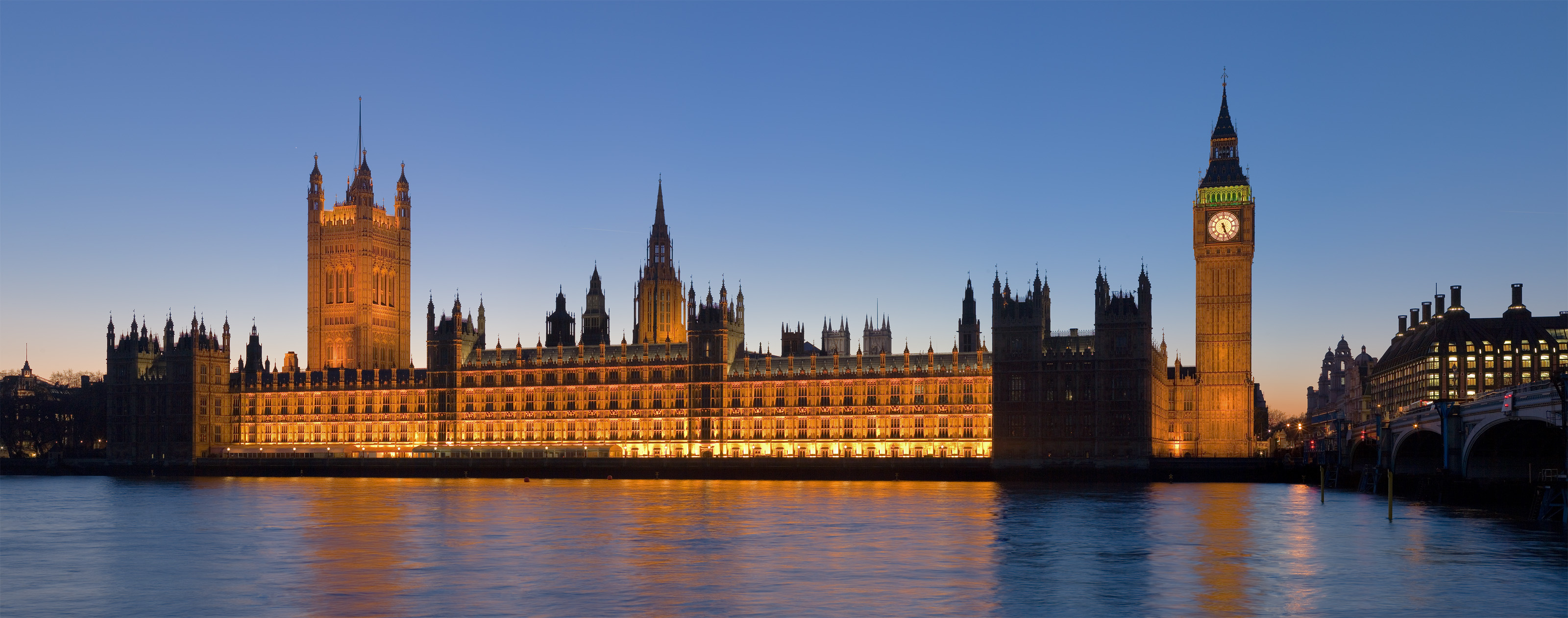
Вестминстерский дворец на берегу Темзы, Лондон

20 июня ещё один участник Sex Pistols, 20-летний барабанщик Пол Кук, подвергся нападению около станции метро в районе Шеффердз Буш. Это была уже третья атака на участников и сотрудников коллектива за неделю. Кук получил несколько ножевых ранений и сильный удар железной кружкой в затылок. Он самостоятельно добрался до дома и вскоре был госпитализирован — врачи наложили пятнадцать швов. Все нападавшие остались неизвестными.
После выхода «God Save the Queen» группа приобрела дурную известность. Ситуация всё больше выходила из-под контроля полиции Скотланд-Ярда. В Лондоне начались стычки и нападения на простых панков. Один из воскресных выпусков газеты The Daily Mirror вышел под заголовком «Punish the Punks» (рус. Накажите панков). Всё это вынудило Sex Pistols сократить концертную деятельность на родине. В конце июня планировалось начать тур по Скандинавии, но он был отложен до середины июля. В конце августа было проведено турне SPOTS Tour, в ходе которого коллектив тайно выступил в нескольких городах Великобритании под различными псевдонимами, чтобы избежать отмены выступлений.
Летом 1977 года Малкольм Макларен начал подготовку к съёмкам художественного фильма, о создании которого давно помышлял. Рабочим названием картины было Who Killed Bambi? (рус. Кто убил Бэмби?). Съёмочный процесс начался 11 сентября, но уже на следующий день работа над фильмом прекратилась, так как стало ясно, что Макларен не смог должным образом организовать финансирование проекта.

### Never Mind the Bollocks
Весной 1977 года Роттен, Джонс и Кук начали периодически посещать студию вместе с Крисом Томасом, записывая треки для дебютного альбома. Первоначально пластинку планировалось выпустить под названием God Save Sex Pistols, но в итоге участники коллектива остановили выбор на другом варианте — Never Mind the Bollocks, Here’s the Sex Pistols. Сид Вишес хотел принять участие в работе над альбомом, однако остальные музыканты старались не допустить его в студию, к тому же в то время он был болен гепатитом. Пол Кук говорил, что по этой причине многие из инструментальных композиций были основаны на барабанных и гитарных партиях, а не на обычном сочетании ударных и баса. Из-за плохой игры Сида у Sex Pistols возникла идея пригласить для записи баса Глена Мэтлока (в качестве сессионного музыканта). В автобиографии Мэтлок впоследствии писал, что был согласен выручить товарищей, однако вскоре отказался, поскольку Макларен опубликовал в New Musical Express заявление о его увольнении из-за любви к The Beatles. Писатель Йон Сэвидж утверждает, что 3 марта Мэтлок приходил в студию для прослушивания, однако это представляется странным, поскольку на то время он уже неоднократно исполнял партии баса в песнях Sex Pistols и, более того, сам их сочинил. Историк музыки Дэвид Говард заявляет, что Мэтлок абсолютно не принимал участия ни в одной из сессий, а все басовые партии были единолично исполнены Джонсом. Таким образом, Джонсу удалось выстроить плотную стену гитарного звука во всех диапазонах. Сиду Вишесу всё-таки разрешили сыграть на своём инструменте в песне «Bodies».

Он научился в ней играть свою «пукающую» басовую партию, из-за этого мы позволили ему записаться. Но только Сид вышел из студии, как я записал свою партию, а его вариант смикшировали несколько тише. На мой взгляд, он едва слышен в песне.
Оригинальный текст (англ.)He played his farty old bass part and we just let him do it. When he left I dubbed another part on, leaving Sid's down low. I think it might be barely audible on the track.— Стив Джонс
Наряду с «Anarchy in the UK» и «God Save the Queen» в альбом вошли два последних сингла коллектива: песни «Pretty Vacant» (первая собственная работа группы), выпущенная на отдельной пластинке 1 июля, и «Holidays in the Sun», вышедшая в качестве сингла 14 октября. Оба сингла попали в первую десятку британского хит-парада.

Релиз Never Mind the Bollocks, Here’s the Sex Pistols состоялся 28 октября 1977 года. Обозреватель из журнала Rolling Stone назвал альбом «одной из наиболее интересных рок-н-ролльных записей семидесятых». В первоначальном издании альбома было 11 треков; оно вышло в начале октября 1977 года тиражом в 1000 экземпляров, часть копий пластинки распространялась бесплатно, в целях промоушна, среди диск-жокеев и критиков. Вскоре Sex Pistols решили добавить в трек-лист ещё одну песню — «Submission». В середине октября компания Barclay Records начала производство 12-песенного варианта альбома во Франции (как этот лейбл получил права на его реализацию, осталось неизвестным). 

Обложка пластинки Never Mind the Bollocks

 В ответ компания Virgin, не дожидаясь окончания мастеринга нового 12-песенного варианта, выпустила дополнительную партию 11-песенных пластинок и перенесла дату выпуска альбома на неделю раньше. Ко многим экземплярам пластинки из этого тиража прилагались бесплатные постер и сингл с песней «Submission». В начале ноября 1977 года в продажу поступила 12-песенная версия альбома Never Mind the Bollocks. Из-за наличия разных тиражей существуют несколько вариантов задней стороны обложки пластинки: абсолютно пустая; со списком треков без «Submission»; со списком треков, включая «Submission»; с пропущенными в списке треками и по ошибке приписанной песней «Belsen Was a Gas», которая позже вышла в альбоме The Great Rock ‛n’ Roll Swindle.
Провокационное название пластинки вызвало очередной скандал. Употребляемое в названии слово «Bollocks» в обычной разговорной речи англоязычных стран обозначает «чепуха», «нонсенс», «ерунда» и тому подобное; в то же время оно может обозначать грубое название мужского полового органа. Название альбома придумал Стив Джонс, когда Sex Pistols долго обсуждали разные его варианты. Он не выдержал и раздражённо произнёс: «Да похеру, как его называть!» Остальным участникам понравилась его фраза, и альбом получил окончательное название «Хватит пороть херню — здесь Sex Pistols» (или же, в более цензурном варианте, «Хватит пороть чушь — здесь Sex Pistols»).
Едва обложка альбома Never Mind the Bollocks появилась на витрине ноттингемского магазина фирмы Virgin Records, её администрации пригрозили наказанием за демонстрацию печатных материалов непристойного характера в общественном месте. 25-летний менеджер магазина Кристофер Сиэл на предварительном заседании ноттингемского магистрата обвинялся по четырём пунктам в соответствии с «законом о непристойности в рекламе» 88-летней давности. Управляющий компании Ричард Брэнсон привлёк к рассмотрению дела королевского адвоката Джона Мортимера, который 24 ноября 1977 года представил в суде заключения экспертов-лингвистов, которые свидетельствовали о том, что «Bollocks» — это старинное английское слово, которым ещё в XIX веке называли англиканских священников, и, как выразился адвокат, те «несли много всякой чуши». Позже слово обрело современный смысл — «чушь», «чепуха», «нонсенс». В суде также выступил Реверенд Джеймс Кингсли — профессор английской кафедры Ноттингемского университета, в прошлом англиканский священник и член Королевской Академии, который выступил в защиту названия альбома. После этого дело было закрыто.
В декабре музыканты провели два концертных турне в поддержку альбома: в Голландии и Англии.

### Американское турне и распад
В январе 1978 года Sex Pistols отправились в гастроли по США. Поездка оказалась гибельной для группы, не выдержавшей внутренних противоречий. Маршрут тура пролегал в основном по городам южных штатов, где о приезде Sex Pistols было мало кому известно (вся рекламная кампания коллектива исчерпывалась наспех сделанным объявлением на радио). Первоначально планировалось начать турне за несколько дней до Нового года, но оно было отложено из-за нежелания американских властей выдавать визы участникам группы с криминальным прошлым. В результате одно выступление было отменено, и музыканты провели только семь концертов. Большинство зрителей составляли местные завсегдатаи пабов, которым музыка группы была совершенно чужда и непонятна. На сцене основное внимание стал притягивать Сид Вишес, который резал себя, следуя примеру Игги Попа, битыми бутылками, обрызгивал кровью зрителей, оскорблял публику и провоцировал драки. Роттена эти выступления, напротив, очевидно тяготили: к тому времени отношения между ним и Маклареном практически прервались, а имидж группы и её музыкальное направление стали бременем, сковывавшим художественные устремления вокалиста.
Поведение Вишеса становилось всё более скандальным. В течение двух недель он сильно пристрастился к героину и алкоголю. Перед выступлением, на одной из репетиций, нетрезвый Сид начал швыряться стульями, а затем глубоко порезал себе руку ножом. От госпитализации он отказался, так как и ранее разбивал бутылки об руки и грудь, и не стал давать интервью по этому поводу.
По словам Роттена:

Все приходили на концерт, думая, что мы будем рыгать в толпу и драться друг с другом на сцене, во многом они были правы. Сид больше не был собой, а пытался стать Джонни Роттеном только под героином, и эти его «выделывания» казались нам всем очень тупыми. Получилось так, что вскоре он нас всех ужасно достал своим поведением. Он просто резал себя на сцене, почти не играя на басу, в большинстве своем его бас вовсе был отключен от колонок. В перерывах между концертами он все время пытался найти себе дозу, но Сид был мне другом и я пытался останавливать его. Но в конце я понял, что не хочу больше в этом участвовать.

Первый концерт в Атланте в Большом мюзик-холле Алекса Коули прошёл без инцидентов. Второе выступление состоялось в танцевальном зале Мемфиса, в котором уместилось около семисот человек, а двести не попавших внутрь зрителей устроили погром, разбивая окна и пытаясь пролезть в них, после чего испуганная администрация вызвала полицию. После прибытия автомобильного конвоя разъярённая толпа сломала две входные двери, а Sex Pistols соорудили на сцене заграждение из пивных банок.
На концерт в Сан-Антонио было заранее продано 2200 билетов. Посреди представления некий ковбой пришёл в ярость из-за того, что Сид Вишес ударил его бас-гитарой, и попытался начать драку, после чего был схвачен полицейскими. Вскоре в телевизионном интервью он назвал участников группы «канализационными крысами с гитарами». В конце выступления группы в Батон-Руже потрясённая аудитория стала забрасывать сцену деньгами, которые Сид и Джонни подобрали после шоу. На протяжении всего концерта в Далласе Сид кричал в микрофон, что «все ковбои — пидорасы» (“All cowboys are queer!”), после чего несколько раз принимал на себя удары и брызги из пивных банок. Получив от одной из зрительниц удар по носу, Сид в течение двадцати минут истекал кровью, но не позволял увести себя со сцены. Приезд Sex Pistols в Талсе совпал по времени со снежной бурей, тем не менее, концерт состоялся. На финальное выступление 14 января 1978 года, прошедшее на Зимнем стадионе в Сан-Франциско, пришли около пяти тысяч человек. После исполнения кавер-версии песни прото-панк-группы The Stooges «No Fun» Джонни Роттен сел на корточки и обратился к аудитории, произнеся знаменитую фразу: 

Вы когда-нибудь чувствовали себя обманутыми? Доброй ночи.Оригинальный текст (англ.)Ever get the feeling you've been cheated? Good night.
— Джонни Роттен

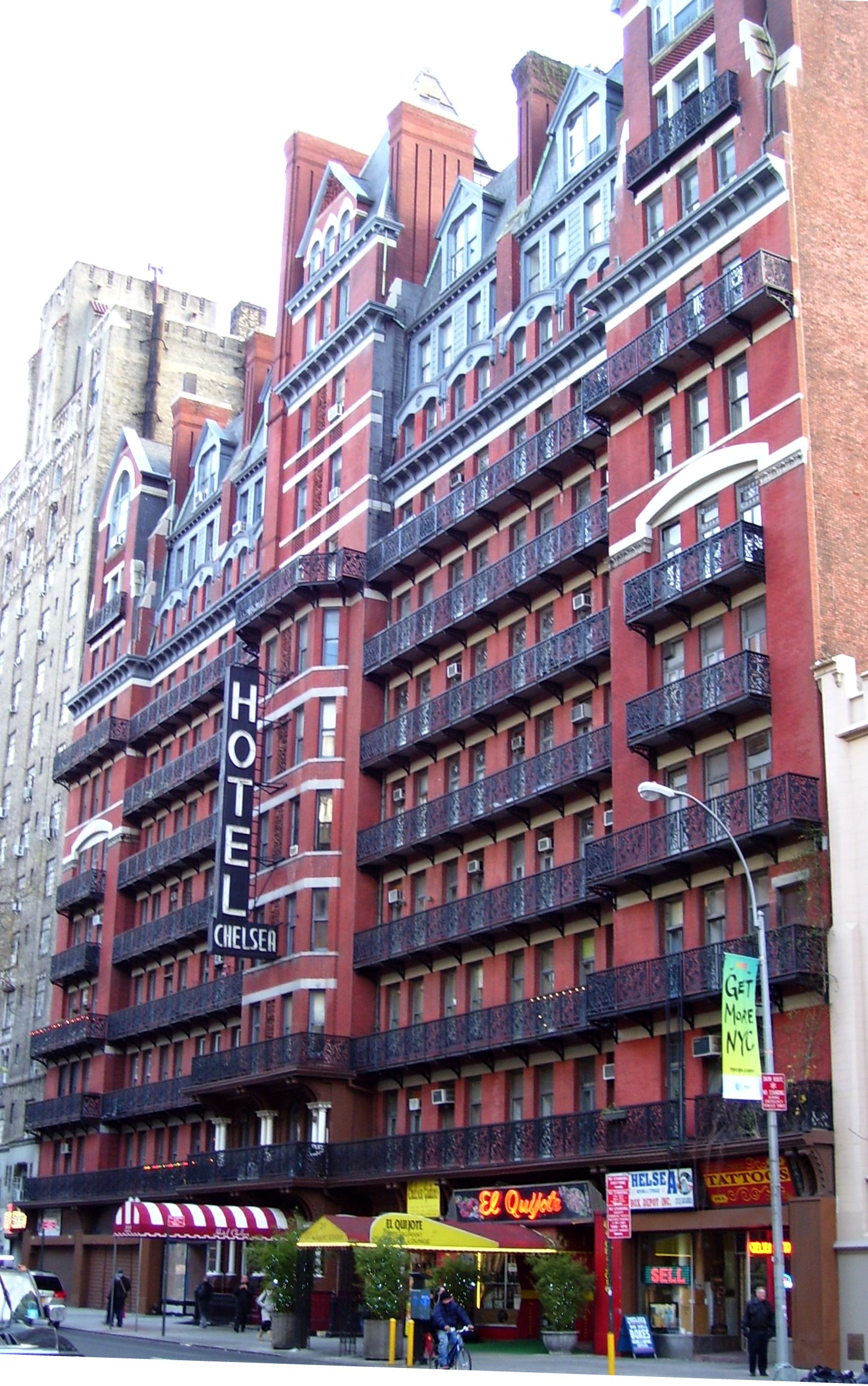
Отель «Челси» в Нью-Йорке, в котором в 1978 году был арестован Сид Вишес по подозрению в убийстве своей подруги Нэнси Спанджен в номере 100

После этого он бросил микрофон и ушёл со сцены, тем самым дав понять о своём намерении покинуть группу. Он действительно оставил коллектив после американского тура. Позднее Роттен объяснял свой поступок тем, что, как и остальные участники Sex Pistols, считал это турне провальным, а на последнем концерте как у музыкантов, так и у зрителей было чувство, будто они «обманывают друг друга».
Прекращение существования коллектива вызвало растерянность и сожаление у ряда последователей панк-идеологии. Так, один из основателей журнала Punk и создатель одноимённого термина, историк музыки Легс Макнил, вспоминал, что после известия о расформировании группы потерял интерес к дальнейшей работе над своим изданием и покинул его. Он объяснил, что вместе с распадом Sex Pistols движение панка, согласно его взглядам, прекратило своё существование.
17 января Малкольм Макларен официально объявил о распаде группы. Макларен, Кук и Джонс уехали на отдых в Рио-де-Жанейро. Вишес продолжил свою «героиновую идиллию» и в компании новых «друзей» — наркоманов, отправился сначала в Лос-Анджелес, а затем в Нью-Йорк, где в тяжёлом состоянии с передозировкой был госпитализирован в больницу. Лишь несколько недель спустя на деньги, присланные Ненси, ему удалось перелететь в Лондон. Роттен остался в Америке без денег; Ричард Брэнсон, глава Virgin Records, согласился оплатить его авиаперелёт через Ямайку в Лондон. На Ямайке Брэнсон встретился с участниками группы Devo и попросил их взять Роттена в группу вокалистом, но музыканты отклонили это предложение.
Остальные бывшие члены Sex Pistols приняли участие в съёмках фильма «Великое рок-н-ролльное надувательство» под руководством режиссёра Джульена Темпля и Макларена; Роттен в съёмках участия не принимал. В Бразилии Макларен встретил Рональда Биггса, известного грабителя 1960-х, скрывавшегося от британской полиции, и уговорил его записать песню с Джонсом и Куком (композиция получила название «No One Is Innocent»). Биггс также исполнил одну из ролей в фильме. Съёмки продолжились в Париже, где Вишес был запечатлён бродящим в майке с изображением свастики по еврейскому кварталу. Специально для музыкального сопровождения киноленты были записаны несколько песен: Вишес исполнил три композиции (пару старых рок-н-роллов и исковерканный до неузнаваемости хит Фрэнка Синатры «My Way»), Джонс и Кук также записали собственные песни; затем были приглашены совершенно посторонние певцы и композиторы, симфонический оркестр, группа негров, играющих диско, наконец, одну из песен исполнил сам Малкольм Макларен. Фильм, практически лишённый сюжетной линии, проникнутый абсурдным юмором, стал воплощением творчества Sex Pistols. Отдельные эпизоды картины связывались между собой только лекциями Макларена о том, как создать и «раскрутить» группу. Фильм вышел на экраны кинотеатров 15 мая 1980 года; в его поддержку был издан одноимённый двойной альбом.
После завершения съёмок Сид Вишес переселился в Нью-Йорк, где некоторое время выступал с музыкантами из New York Dolls, а также провёл один концерт, где пел соло, с бывшими участниками The Rich Kids — басистом Гленом Мэтлоком, гитаристом Стивом Нью — и ударником Рэтом Скэбисом из The Damned. Временная группа была названа Vicious White Kids, её концертный альбом Live at the Electric Ballroom вышел на CD лишь в 1999 году.
29 октября 1978 года Вишес был арестован по подозрению в убийстве своей подруги Нэнси Спанджен, совершённом в номере нью-йоркской гостиницы «Челси», где останавливалась пара. Орудием преступления был нож, принадлежавший Сиду. Сам музыкант вследствие тяжёлой алкогольной и наркотической интоксикации не помнил происшедшего и категорически отрицал свою вину. Вскоре он был отпущен под залог, но ненадолго: 9 декабря Вишес во время драки разбил бутылку о голову брата певицы Патти Смит Тодда и был арестован на 55 дней. В феврале 1979 года его вновь выпустили на свободу под залог. На следующее утро после празднования выхода из тюрьмы Сид Вишес скончался от передозировки героина, тем самым поставив окончательную точку в биографии Sex Pistols.

## После распада

### Сайд-проекты участников коллектива
После прекращения существования группы, даже спустя несколько десятилетий, ни один из проектов, организованных бывшими участниками коллектива, не смог повторить успех Sex Pistols.
После распада группы отношения между Джоном Лайдоном и Малкольмом Маклареном стали стремительно портиться. Макларен запретил бывшему вокалисту команды использовать сценическое имя «Джонни Роттен» и присвоил права на все песни Sex Pistols, что привело к судебному разбирательству. В 1986 году Лайдон всё же выиграл затяжной процесс против Макларена; отныне он вновь мог использовать псевдоним, а также отсудил права на творческое наследие коллектива.
В январе 1978 года Джон Лайдон основал постпанк-коллектив Public Image Ltd вместе с бывшим участником The Clash Китом Левеном, своим товарищем по колледжу Джа Уобблом и Джимом Уолкером. Музыканты выпустили множество успешных альбомов. Лайдон также сотрудничал с группой Time Zone, музыкантами Afrika Bambaataa и Биллом Ласвеллом. Кроме того, он выпустил сольный альбом Psycho’s Path и компиляцию The Best of British £1 Notes.
Бывший вокалист Sex Pistols сменил несколько профессий — работал комментатором, теле- и радиоведущим. Лайдон также попробовал свои силы в качестве писателя и актёра. Он снялся в одной из главных ролей в фильме «Орден смерти» вместе с Харви Кейтелем, в эпизодических ролях — в фильмах «Независимые», «Простите» и «Сыны Норвегии». В 2000 году Лайдон запустил свой собственный проект «Rotten TV» на канале VH1, в 2004—2005 годах снимался в телепередаче I’m a Celebrity Get Me Out Of Here!, в 2005 и 2006 годах вёл на британском телеканале Discovery цикл научно-популярных передач John Lydon’s Megabugs, а также специальные программы о естествознании на канале Channel 5: John Lydon’s Shark Attack и John Lydon Goes Ape. Он также участвовал в аналогичных образовательных телепроектах в США и странах Европы.
Малкольм Макларен сам стал музыкантом. Он выпустил пластинку Duck Rock с элементами хип-хопа и сотрудничал с нью-вейв группой Bow Wow Wow. 8 апреля 2010 года бывший менеджер Sex Pistols скончался на 65-м году жизни от редкой формы рака. В память о Макларене в США в 2011 году была учреждена премия искусств его имени.
В 1979 году, после малоудачной попытки сотрудничества с Джимми Пёрси и Дэйвом Треганной из Sham 69 (супергруппа, названная Sham Pistols, оказалась недолговечной и распалась, дав всего один большой концерт в Глазго), Стив Джонс и Пол Кук вместе с Энди Алленом основали группу The Professionals, исполнявшую панк-рок и хард-рок. Коллектив не достиг значительного успеха и уже в 1982 году прекратил существование. После этого пути музыкантов Sex Pistols окончательно разошлись. Кук в 1985 году сотрудничал с группой Bananarama и играл в рок-команде Chiefs of Relief, которая просуществовала недолго и не имела коммерческого успеха, а в 2004 году совместно с бывшим участником Def Leppard Филом Колленом и бывшим представителем группы Girl Саймоном Лэффи основал коллектив Man Raze. Стив Джонс в 1980-х и в начале 1990-х стал сольным исполнителем. Его песня «Mercy» из одноимённого альбома прозвучала в эпизоде популярного в то время телесериала «Полиция Майами» и вышла на диске с официальным саундтреком этого фильма. В 1989 году Джонс выпустил ещё один альбом, получивший название Fire and Gasoline, а в 1996 году основал супергруппу Neurotic Outsiders, в состав которой, помимо него, вошли Дафф МакКаган и Мэтт Сорум (оба — Guns N’ Roses и Velvet Revolver) и Джон Тейлор из Duran Duran. В том же году коллектив выпустил одноимённый альбом, провёл гастроли и вскоре распался.
Глен Мэтлок после ухода из Sex Pistols основал панк/пауэр-поп коллектив The Rich Kids. Группа выпустила один студийный альбом Ghosts of Princes in Towers и в 1979 году распалась. В 1995 году Мэтлок выпустил сольный альбом Who’s He Think He Is When He’s At Home. С 2001 по 2005 год он входил в состав супергруппы Dead Men Walking с участниками The Cult, Stray Cats и The Alarm, которая выпустила два концертных альбома. Позднее Мэтлок основал свою супергруппу, в которую, помимо него, входили участники Buzzcocks, Johnny Thunders и The Professionals, Glen Matlock & The Philistines, с которой издал альбом Born Running. В 2010 году он в качестве гитариста вступил в состав влиятельной рок-группы The Faces. В 2011 году Глен вместе с участниками Blondie, Generation X и Supernaut основал супергруппу The International Swingers. В декабре того же года коллектив провёл небольшое турне, исполняя хиты своих коллег и предыдущих групп.

### Воссоединения

Классический состав Sex Pistols (конец 2000-х — начало 2010-х)
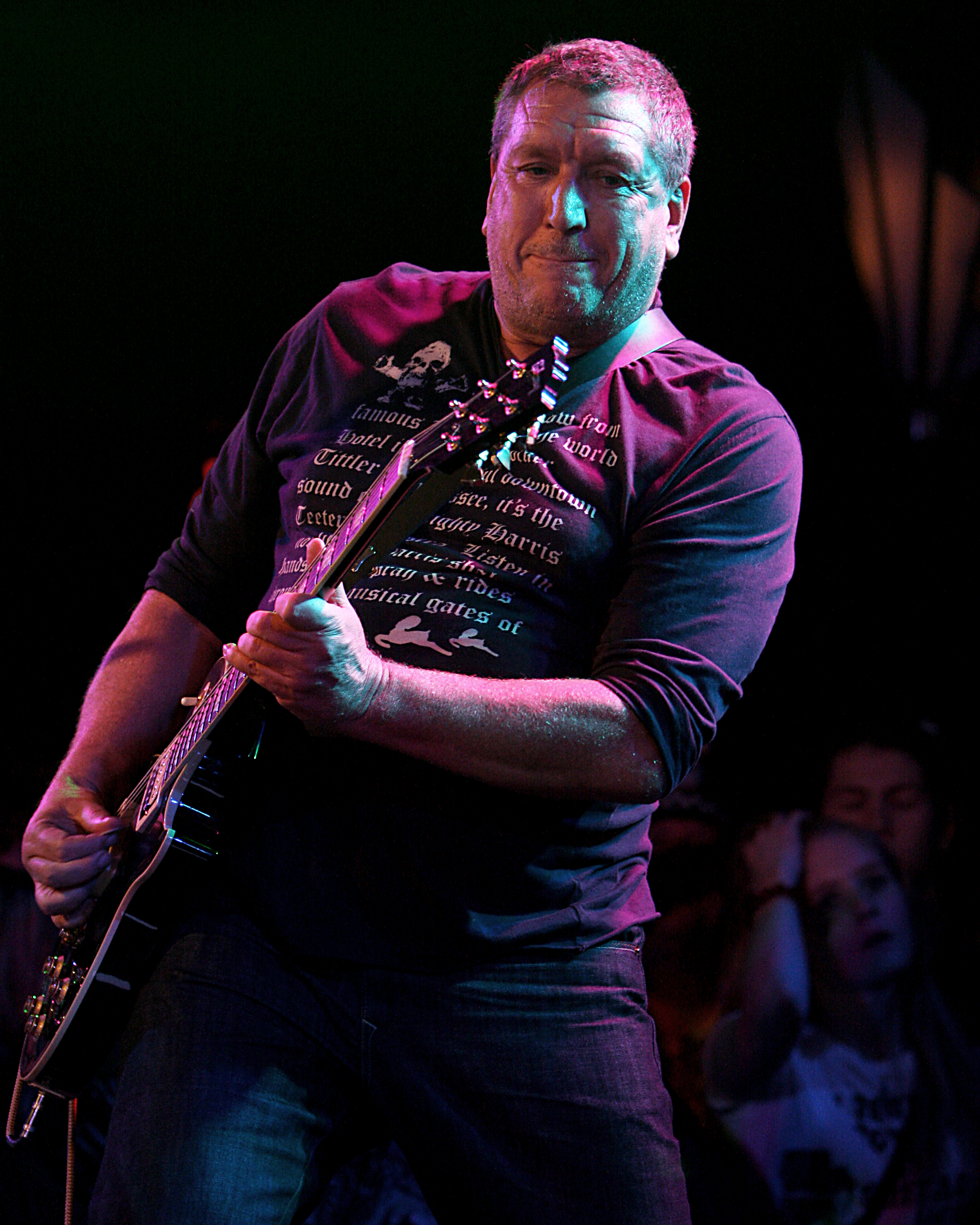
Стив Джонс
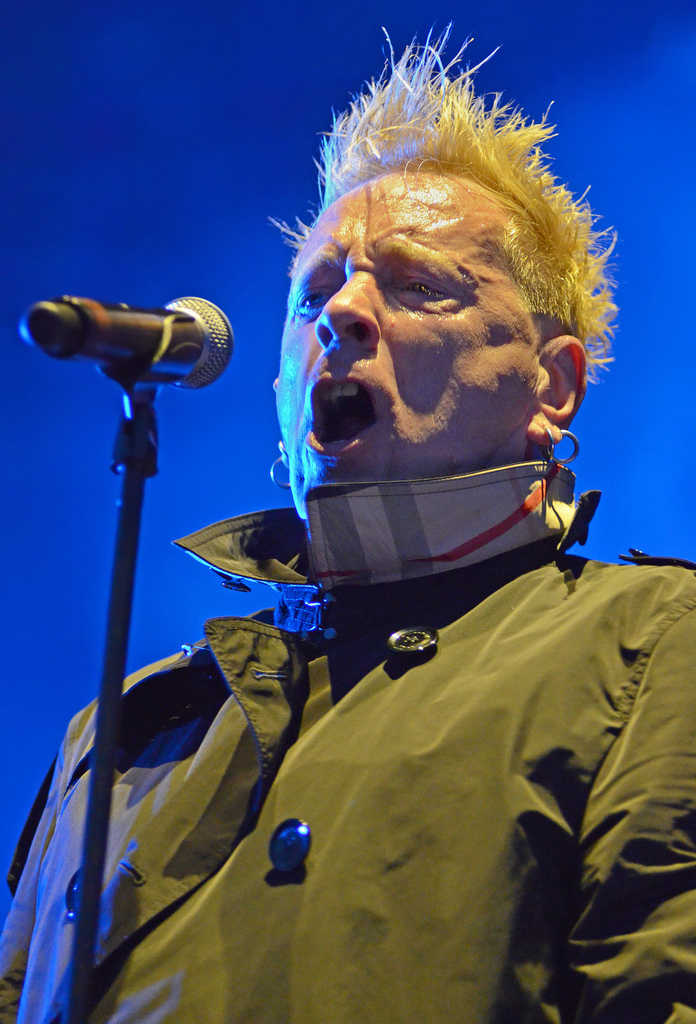
Джонни Роттен (Лайдон)
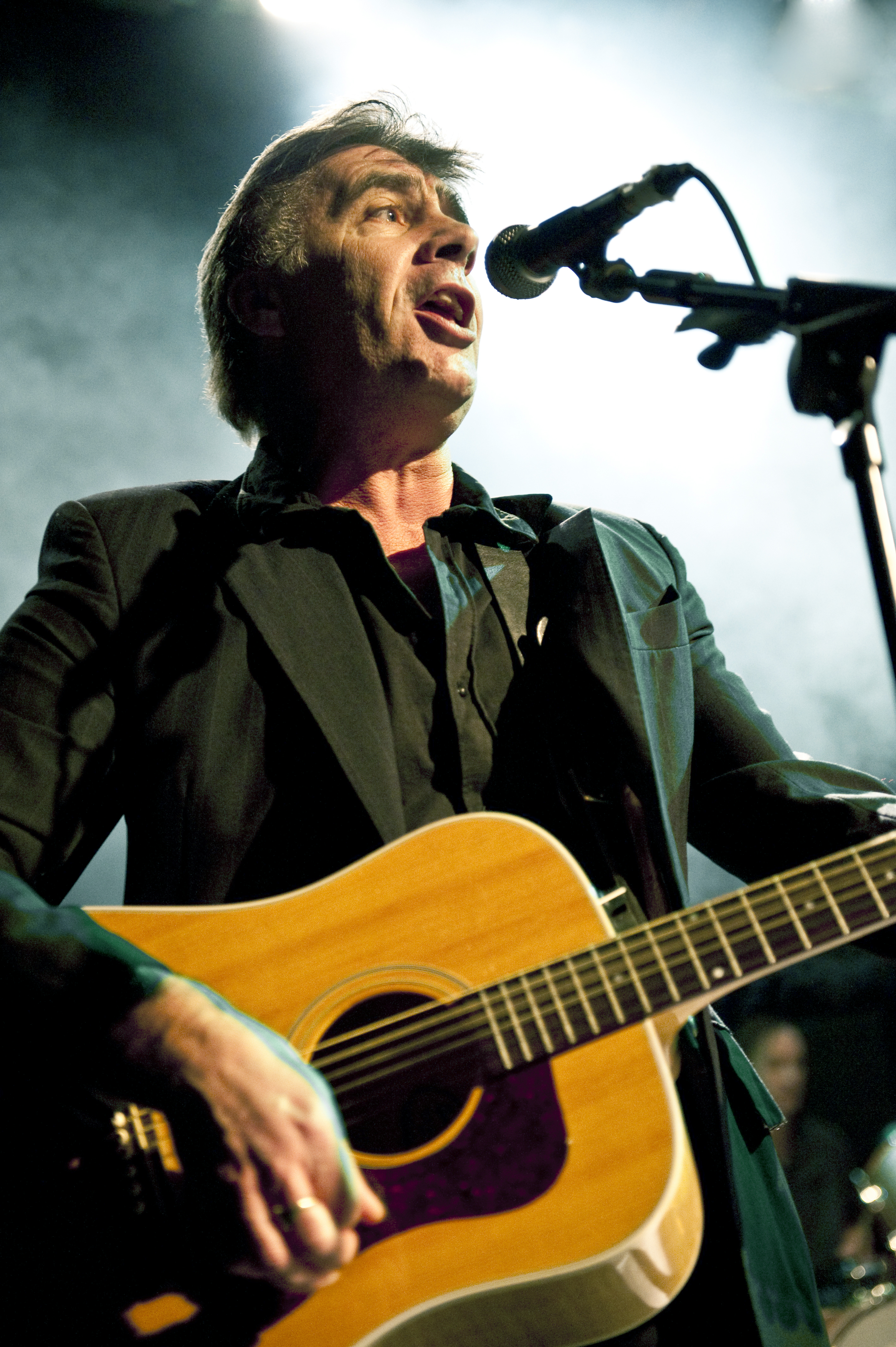
Глен Мэтлок
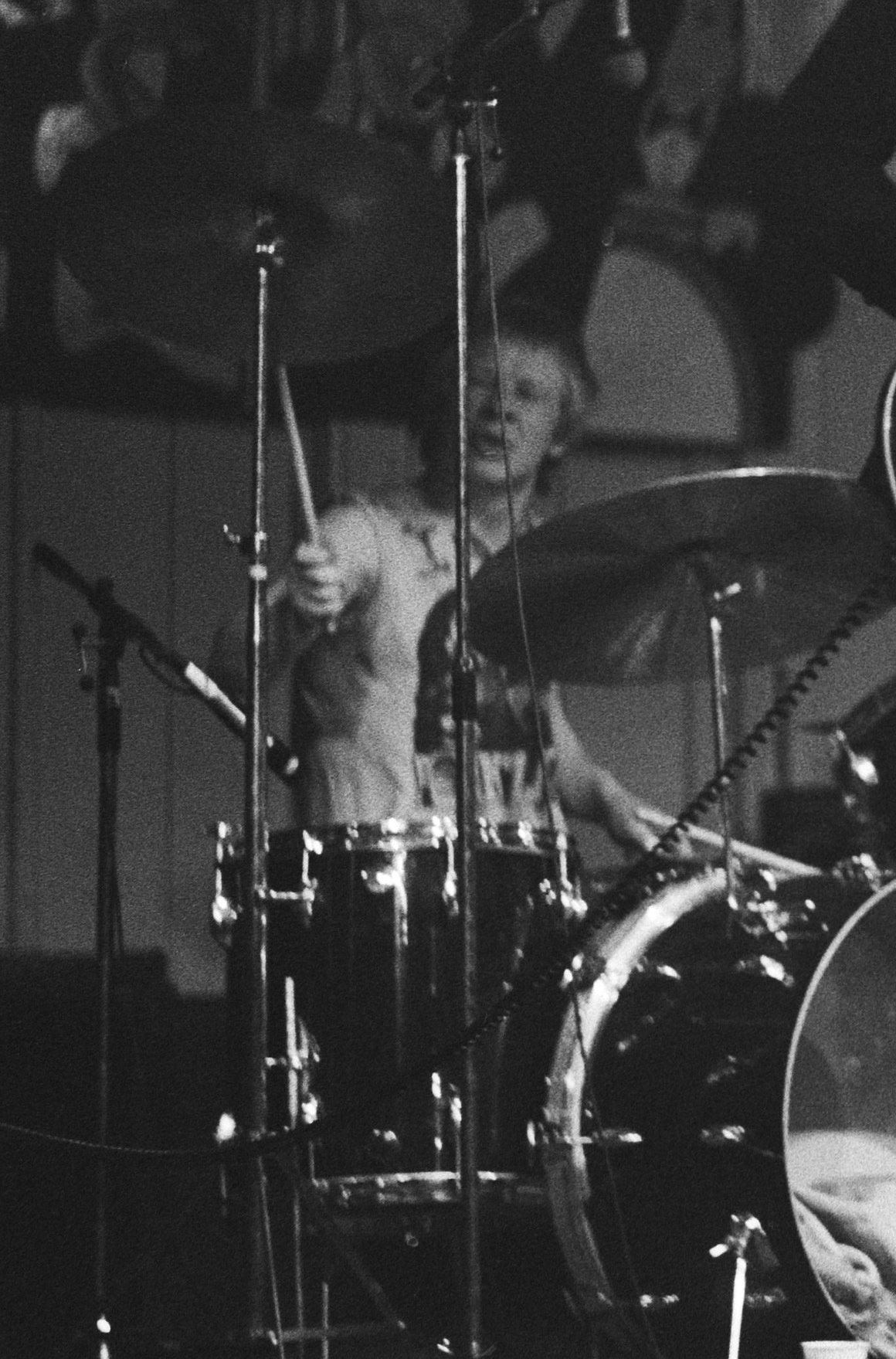
Пол Кук

После распада Sex Pistols несколько раз воссоединялись в первоначальном составе для проведения отдельных концертов и гастрольных туров. Впервые это произошло в 1996 году, когда было организовано большое турне Filthy Lucre Tour по странам Европы, Северной и Южной Америки, Японии и Австралии. В общей сложности было проведено 70 концертов. Материал, записанный во время выступления группы в лондонском Finsbury Park перед тридцатью тысячами зрителей, лёг в основу альбома Filthy Lucre Live, релиз которого состоялся 29 июля 1996 года на лейбле Virgin Records. Успех тура оказался несколько омрачён очередным скандалом: изначально запланированные выступления в Северной Ирландии были отменены, поскольку местные власти запретили группе давать концерты из-за якобы богохульного содержания текстов песен.
В 2002 году, в честь двадцатипятилетнего юбилея выхода сингла «God Save the Queen», группа провела выступление в спортивном центре Кристал Пэлас в Лондоне и, помимо этого, приняла участие в фестивале KROQ Inland Invasion Festival в Калифорнии, на котором присутствовали пятьдесят тысяч зрителей. Сингл был специально переиздан в ознаменование этой даты. Новая версия пластинки была выпущена 27 мая 2002 года на лейбле Virgin Records и содержала, помимо оригинальной версии композиции «God Save the Queen», ремиксы в исполнении Нила Барнса и Sex Pistols.
Ещё одно воссоединение произошло в следующем году для проведения турне по Северной Америке, которое музыканты организовали самостоятельно, без поддержки звукозаписывающей компании и привлечения прессы. Джон Лайдон предлагал также провести концерт в Ираке, но в конечном счёте этот проект был отменён.
В 2006 году группа была удостоена места в Зале славы рок-н-ролла. Однако музыканты отказались присутствовать на церемонии, упрекнув её организаторов в том, что приглашённые на неё должны были заплатить 15 или 25 тыс. долларов за столик. В заявлении участников коллектива также говорится: «Мы ничем не обязаны, мы не приедем». Корреспонденту Би-би-си сотрудники Зала славы, в свою очередь, пояснили, что каждому из участников группы выдают по два бесплатных билета, но каждый дополнительный стоит 2,5 тысячи долларов. Джонни Роттен прокомментировал это следующим образом:

В музеях выставляют вещи мёртвых, а мистер Роттен пока живой. Они хотели лишить нас жизненной силы, поэтому мы сказали «нет».— Джонни Роттен
В четвёртый раз музыканты собрались вместе в 2007 году по случаю тридцатилетнего юбилея выхода альбома Never Mind the Bollocks, Here’s the Sex Pistols, проведя пять выступлений в Брикстонской Академии Лондона, которые прошли с аншлагом. Помимо этого, группа отыграла концерты в Манчестере и Глазго.
16 октября того же года вышло переиздание композиций «Pretty Vacant» и «Anarchy in the UK», которые Sex Pistols записали специально для видеоигры Guitar Hero III: Legends of Rock. Эти версии композиций были также размещены на сайте iTunes.
В следующем году группа приняла участие в фестивале Isle of Wight Festival и провела турне Combine Harvester Tour, дав свыше тридцати концертов в Европе и впервые посетив Россию; выступления состоялись в Санкт-Петербурге и Москве. Кроме того, музыканты выступили в Японии. 30 июня того же года вышло двухстороннее DVD-издание «Пусть всегда будет Англия», включающее видеозаписи концерта 2007 года в Брикстонской Академии и интервью с Джоном Лайдоном во время автобусной прогулки по местам времяпровождения лондонских панков в 1970-е годы.

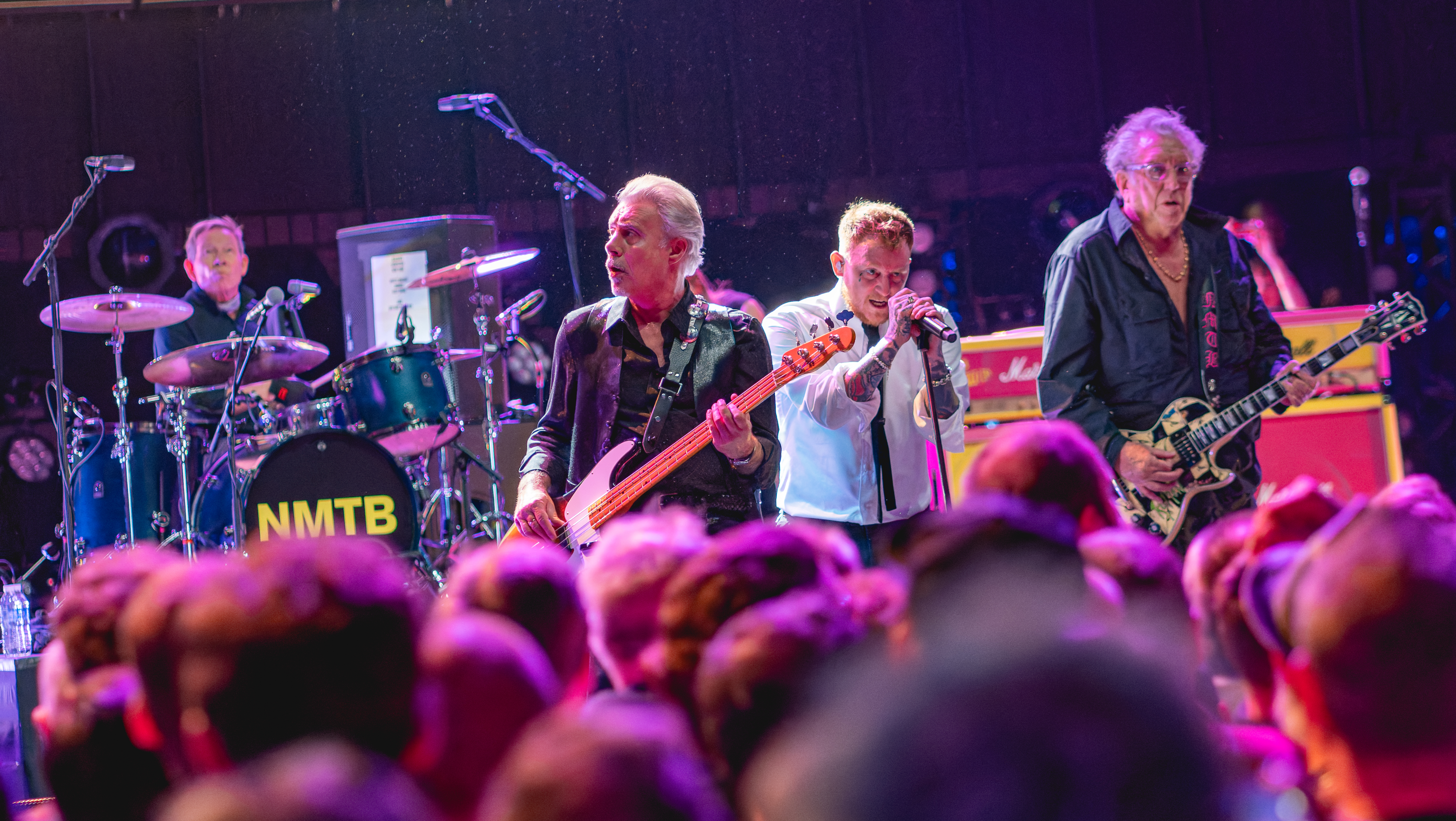
The Sex Pistols и Картер, Фрэнк выступают в Royal Albert Hall 25 марта 2025 года

3 июня 2024 года Кук, Джонс и Мэтлок объявили о двух концертах воссоединения в Буш-холле в Шепердс Буш под названием «Frank Carter and Sex Pistols». Картер, участник групп Frank Carter & The Rattlesnakes и Gallows, исполнил вокальные партии в отсутствие Лайдона. Они сыграли единственный студийный альбом Never Mind the Bollocks, Here's the Sex Pistols целиком. 25 августа вместе с Editors они стали хедлайнерами музыкального фестиваля AMA 2024. Позже было объявлено о туре по Великобритании в сентябре 2024 года, который официально назывался «Frank Carter and Paul Cook, Steve Jones, Glen Matlock of the Sex Pistols do Never Mind the Bollocks». 20 сентября они выступили в Rock City в Ноттингеме, [240] на следующий день в бирмингемском o2 Academy, а 26 сентября — в Лондоне, в Kentish Town. 12 ноября 2024 года они были объявлены частью состава Download Festival 2025. В январе 2025 года они объявили о своем первом с 1996 года туре по Австралии, назначенном на апрель 2025 года.

## Стиль, влияние, критика

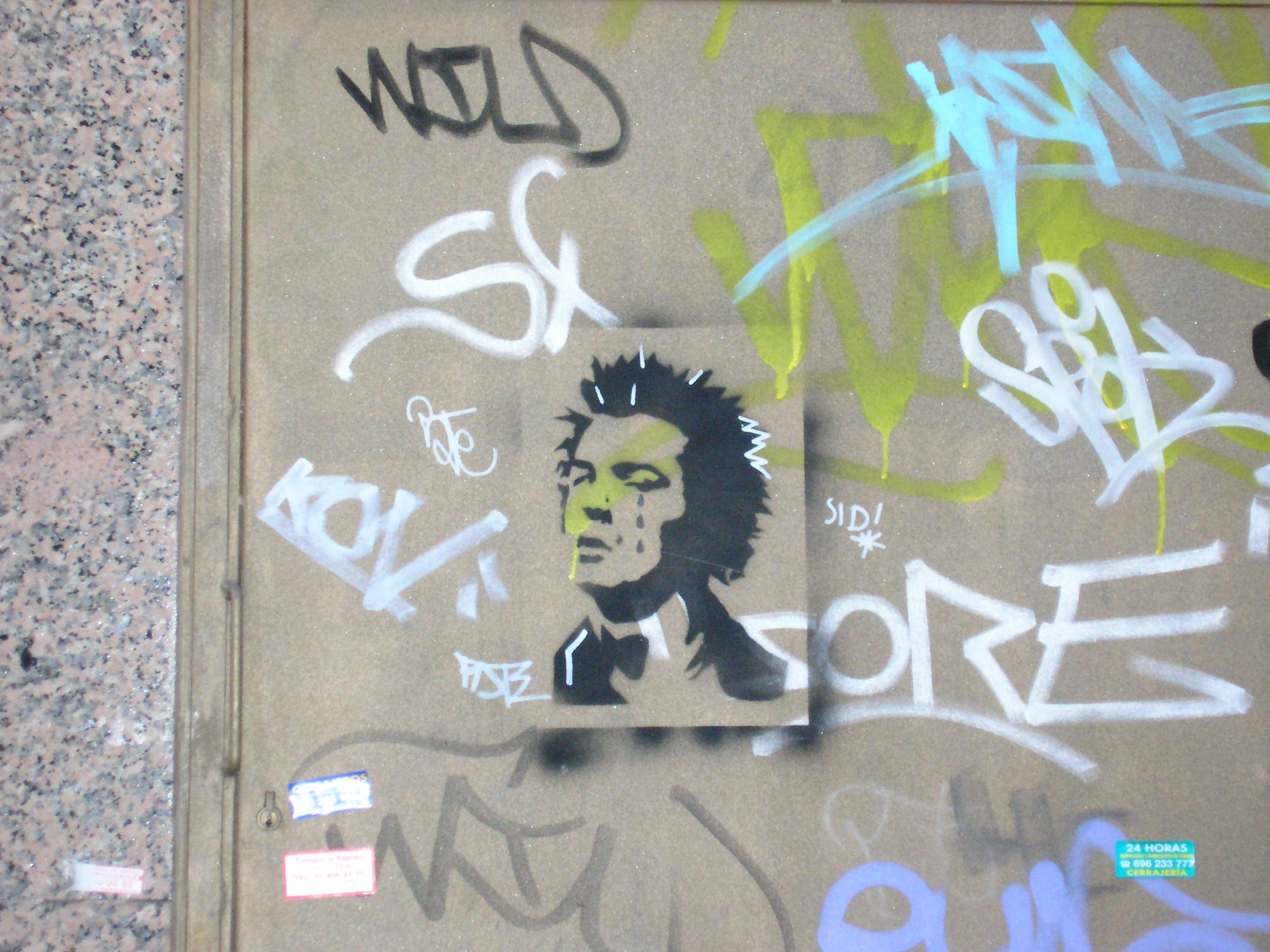
«Стена Сида Вишеса» в Мадриде, Испания

Хотя Sex Pistols не были первой панк-группой в истории (Ramones в США уже играли в стиле панк, а первенство выпуска первой британской панк-пластинки перехватили The Damned, издав свой сингл на месяц раньше «Anarchy in the U.K.»), большинство критиков сходятся в том, что они оказали огромное влияние на субкультуру панка. Успех группы был во многом обусловлен экономической ситуацией, сложившейся в 1970-х в Великобритании: рост безработицы привёл к тому, что множество молодых людей, происходивших из низших классов, испытывали недоверие к правительству, и для них музыка Sex Pistols стала способом выразить протест против господствующей идеологии и культуры. Именно поэтому бунтарские настроения, выражавшиеся в песнях команды, оказались важнее сложности и «красивости» самих композиций — по меткому выражению Грейла Маркуса, «Sex Pistols оставили после себя больше истории, нежели музыки». Сам Джонни Роттен, однако, не соглашался ассоциировать себя с панк-движением:

Нас бессмысленно называть панками, так как мы не панки, мы — Sex Pistols, а это лучше панка. Панки — это те парни, которые хотят быть такими же, как Sex Pistols. Если вы воруете идеи у людей, значит, вы не имеете собственного мнения.
— Джонни Роттен
Также Роттен с ненавистью высказывался в адрес таких исполнителей, как Келли Осборн, Аврил Лавин и Green Day, которые, по его мнению, позорят данную субкультуру и не заслуживают того, чтобы называться панками.
Одним из лучших доказательств того, что вызывающее поведение и радикальная идеология музыкантов оказали на современную культуру значительное воздействие, стало включение газетой The Guardian скандально известного разговора Sex Pistols с Биллом Гранди в список «Великих интервью XX века» — наравне с беседами с Фиделем Кастро, Адольфом Гитлером и Ричардом Никсоном.
Как отмечает известный музыкальный критик Стивен Томас Эрлевайн, «Sex Pistols были вместе всего два года, но они изменили лицо популярной музыки». По его выражению, «сырые, нигилистические синглы» группы «произвели революцию» и породили множество подражаний, что в итоге вылилось в формирование мощного музыкального течения в Западной Европе и США. Журнал Rolling Stone внёс единственный студийный альбом команды, Never Mind the Bollocks, в список пятисот величайших релизов XX века под номером 41, охарактеризовав его как «наполненную отвращением, нигилизмом и сырым гитарным звуком» «нагорную проповедь английского панка». Йон Сэвидж, обозреватель из влиятельного музыкального издания Spin, в апреле 1992 года поставил Sex Pistols на первое место в списке «Семи величайших рок-групп всех времён» — выше Led Zeppelin, Rolling Stones и The Beatles.
Песня «God Save the Queen» стала самым известным панк-гимном всех времён, а одноимённая пластинка из тиража лейбла A&M Records находится на втором месте среди самых дорогих виниловых пластинок в истории звукозаписи, уступая только синглу «That’ll Be the Day» группы The Quarrymen (позже переименованной в The Beatles). Record Collector’s Rare Record Guide оценивает «God Save the Queen» в 5000 фунтов, хотя одна из этих пластинок в 2006 году была продана на аукционе за 12 675 фунтов. Обложка этого сингла, разработанная дизайнером Джейми Ридом, в 2001 году была названа лучшей обложкой всех времён по версии журнала Q.
В 2005 году Sex Pistols были увековечены на Аллее Звёзд, являющейся британским аналогом знаменитой американской Аллеи Славы. Музыканты стали одними из первых британских знаменитостей, наряду с Томом Джонсом и Бобом Гелдофом, удостоенных такой чести. В 2006 году Sex Pistols были включены в американский Зал и музей славы рок-н-ролла. Коллектив также попал в список «Ста самых влиятельных музыкантов мира» по версии «Британники», а песни «God Save the Queen» и «Anarchy in the UK» признаны одними из важнейших синглов в музыкальной истории. В 2008 году на вручении премии Mojo Awards, учреждённой популярным британским музыкальным журналом Mojo, Sex Pistols получили награду «Icon Award» (рус. Иконы журнала).

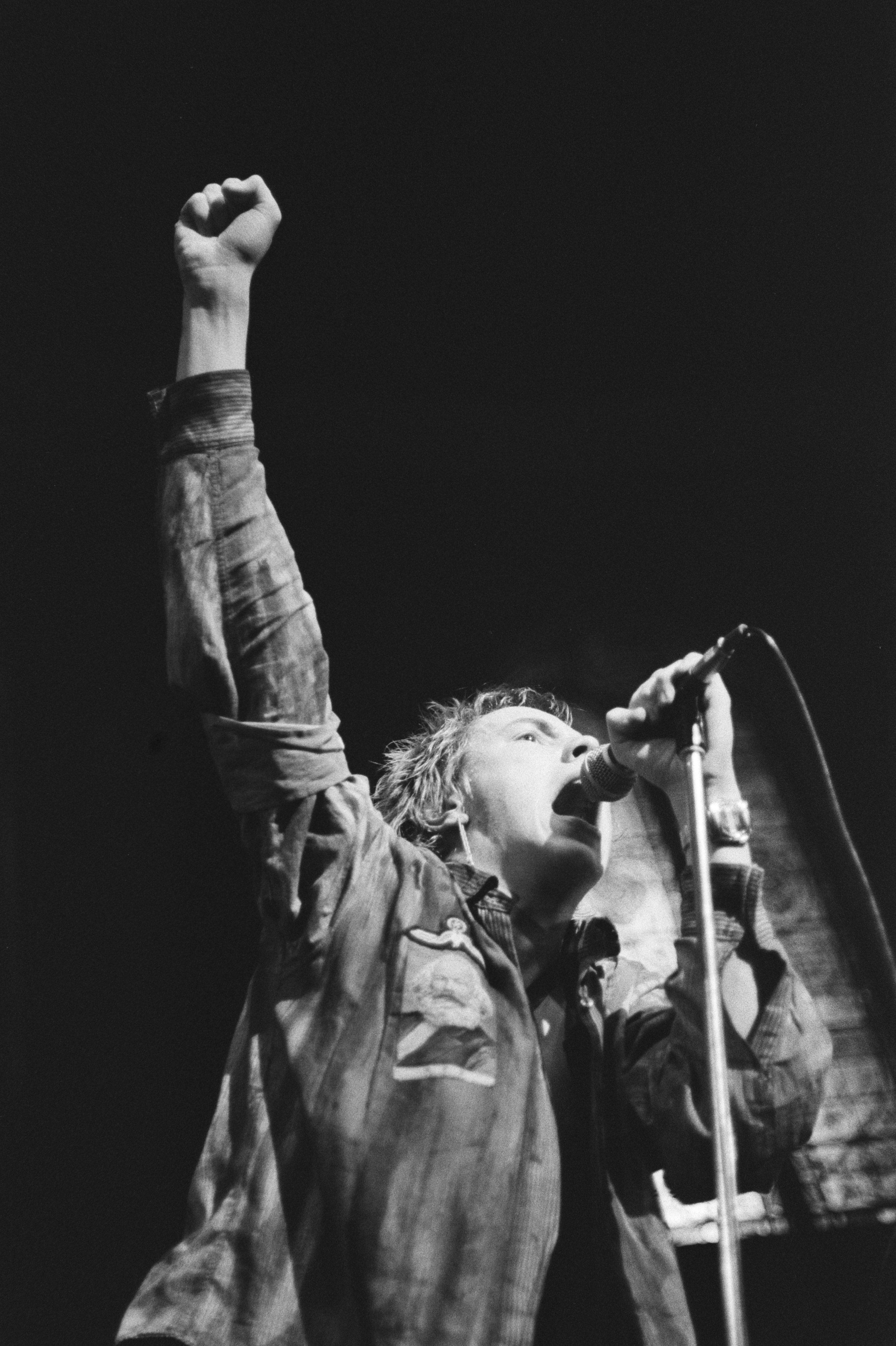
Джонни Роттен во время выступления в Амстердаме, к рубашке прикреплён портрет Карла Маркса в поддержку рабочих забастовок в Манчестере, где группа давала концерт. 5-7 января 1977 год

Sex Pistols отнюдь не были радикальными новаторами или изобретателями нового жанра — они охотно брали на вооружение приёмы, ранее использовавшиеся такими командами, как Ramones, Television и The Stooges, поэтому их заслуга заключается скорее в том, что они сумели использовать эти находки наилучшим образом. Майкл Кэмпбелл и Джеймс Броди, авторы книги «Рок-н-ролл: Введение», указывают на тот факт, что «самая бунтарская группа в истории рок-музыки» вступила в «сложные и манипулятивные отношения с мейнстримовым роком и его менеджментом». Признавая, что в творчестве Sex Pistols идеологическая составляющая была важнее музыкальной, Кэмпбелл и Броди описывают музыку коллектива как «простую — мощные гитарные аккорды, взятые то снизу, то сверху грифа», в сочетании с «молотящей» ритм-секцией и экспрессивным вокалом. Помимо Роттена, большой вклад в развитие творчества Sex Pistols внёс Стив Джонс, чья манера игры на гитаре сделалась стандартной для панк-рока. Звукоинженер Билл Прайс, работавший над единственным студийным альбомом группы, назвал Джонса самым профессиональным гитаристом среди тех, с кем ему приходилось когда-либо работать. Он отметил, что Стив очень чётко брал нужные аккорды и превосходно попадал в ритм. Сид Вишес, чья роль в группе с музыкальной точки зрения была невелика, тем не менее, получил ещё большую известность благодаря своему скандальному имиджу и в 2009 году, по версии портала британского оператора связи Orange, был признан самой спорной звездой в истории рока, опередив в этом рейтинге таких музыкантов, как Оззи Осборн, Кит Ричардс и многих других.
И музыкальный стиль, и «послание» группы оказали огромнейшее влияние на дальнейшее развитие рок-музыки в целом. Воздействие Sex Pistols испытали многие коллективы, работающие в разных жанрах, — так, Nirvana, Metallica, U2 и Guns N’ Roses открыто признавали, что во многом ориентировались на них, а Megadeth, Mötley Crüe, Anthrax и Skid Row записывали кавер-версии их песен. Количество менее известных групп, вдохновлённых творчеством Роттена и его музыкантов, с трудом поддаётся исчислению. Sex Pistols неоднократно получали положительные отзывы от музыкантов с мировым именем — например, сэр Пол Маккартни признавал, что с большой любовью относится к творчеству коллектива, несмотря на то, что сами Sex Pistols всегда с презрением относились к песням группы The Beatles (из-за увлечения их музыкой из группы даже был изгнан первый бас-гитарист Глен Мэтлок).
В то же время некоторые критики высказывают мысли о том, что именно из-за поведения участников коллектива панк стал рассматриваться не как субкультура или идеология, а как разновидность хулиганского образа жизни. Так, писатель Владимир Козлов считает, что Sex Pistols «обеспечили панкам репутацию идиотов-гопников, которых интересуют только бухло и наркотики». Известный критик Роберт Кристгау, оценивая скорее не музыку, а идеологию Sex Pistols, сказал, что «называть эту группу опасной — значит не просто делать ей комплимент», и выразил своё беспокойство по поводу распространения влияния высказываемых участниками коллектива воззрений: «Многие американские подростки могут чувствовать себя так же, как Роттен, и неизвестно, что они сделают дальше. Мне это интересно, но в то же время я тревожусь». А в книге «Прошу, убей меня!» приводились такие слова Легса Макнила:

Происходило что-то странное, потому что по мере того как Pistols шли маршем по Америке, ежедневные новости бились в истерике, а ребятишки в Лос-Анджелесе и, надо думать, по всей стране внезапно ощетинились булавками, вздыбленными волосами и прочей хренью.

Я чувствовал что-то вроде: «Эй, подождите! Ведь это не панк — вздыбленные волосы и булавки? Что все это значит?!» Ведь, в конце концов, это мы были журналом Punk. Мы предложили это название и дали определение панка как культуры рок-н-рольного андеграунда, культуры, которая существовала уже почти пятнадцать лет и в которой жили Velvet Underground, Stooges, MC5 и куча других групп. Хотелось сказать: «Эй, ребята, если вы хотите основать собственное молодёжное движение, какие проблемы, но не надо занимать чужое имя».
— Легс Макнил, журнал «Punk»

Смешно, но слово «панк» в мировом сознании прочно соединилось с Англией. Когда мы начинали выпускать свой журнал, мы заключили договор с фирмой, которая присылала нам вырезки из газет каждый раз, когда слово «панк» появлялось в статьях, — таким образом мы наблюдали, как имя выросло до явления. Четыре года назад мы обклеили стены на улице Бауэри объявлениями: «БЕРЕГИСЬ! ПАНК ИДЕТ!»

Панк пришёл, только я ему уже не обрадовался.

Панк моментально стал таким же тупым, как все остальное. Волшебная жизненная сила панка языком музыки говорила о неизбежном разложении всех формальных систем и поощряла детей устраивать жизнь в соответствии с собственными вкусами и потребностями — и плевать на чужие советы; пыталась побудить людей вновь использовать силу воображения, разрешала быть несовершенным, разрешала быть непрофессионалом и получать радость от творчества, потому что подлинное творчество начинается из хаоса; предлагала творить из того, что есть под рукой, учила обращать в преимущество все постыдное, страшное и бессмысленное в нашей жизни.

После турне Sex Pistols я потерял интерес к журналу Punk. Он перестал быть настоящим. Панк-рок перестал принадлежать нам. Он превратился в то, что мы всегда ненавидели. Казалось, что панк стал воплощением того, с чем наш журнал раньше яростно боролся.
— Легс Макнил, журнал «Punk»
Помимо музыкальных записей, участники группы оставили некоторое количество артефактов, представляющих культурологический интерес. Так, представитель археологического отделения Йоркского Университета Джон Шофилд и независимый исследователь Пол Грэйвс-Браун занялись исследованием изображений, оставшихся на стенах лондонской квартиры, которую в середине 1970-х годов снимали участники Sex Pistols. Большинство рисунков были сделаны Джонни Роттеном, изображавшим на них себя, своих знакомых, участников группы и Малкольма Макларена. По мнению археологов, рисунки Роттена являются «наглядным и мощным отражением радикального бунтарского движения» и обладают не меньшей ценностью, чем ранние записи группы The Beatles. Не меньшую известность получила и
квартира в Нью-Йорке, в которой умер Сид Вишес, позже признанная американской достопримечательностью как одно из девяти мест гибели знаменитостей.

## Sex Pistols в кинематографе
О группе было снято несколько художественных и документальных фильмов. Первой картиной стал фильм «Великое рок-н-ролльное надувательство», снятый режиссёром Джульеном Темплом по просьбе самого Малкольма Макларена. Главные роли в нём сыграли почти все участники последнего состава Sex Pistols — отказался сниматься лишь Джонни Роттен, роль которого сыграл Тюдор-Поул, Эдвард из группы Tenpole Tudor. Помимо Тюдора-Поля, к участию в съёмках были привлечены и другие люди, не имеющие отношения к группе. Планировалось начать съёмки ещё в 1977 году, однако к ним приступили лишь в 1978 году, уже после распада коллектива. Съёмки картины проходили в Бразилии (снимались Кук и Джонс) и Париже (снимался Вишес). Фильм имеет беспорядочное содержание и построен на лекциях Макларена о том, как создать и раскрутить группу. С первых же эпизодов события разворачиваются так — Стив Джонс ищет Макларена с целью отомстить ему за то, что тот «продал» их группу, затем к нему присоединяется Пол Кук, но в последний момент Макларену удаётся скрыться от них на поезде. Сиду Вишесу впервые представилась возможность участвовать в вокальной записи песен: он исполнил две композиции Эдди Кокрана «Somethin’ Else» и «C’mon Everybody» и несколько изменённый хит Фрэнка Синатры «My Way». Вишес не увидел выхода фильма, так как умер за год до премьеры, которая состоялась 15 мая 1980 года.
В 1986 году на экраны вышла картина режиссёра Алекса Кокса «Сид и Нэнси». Фильм повествует о взаимоотношениях Сида Вишеса и Нэнси Спанджен. Роль Вишеса сыграл Гэри Олдмен, а Спанджен — Хлоя Уэбб. Мать Сида Энн Беверли поначалу пыталась противостоять съёмкам картины, однако после встречи с режиссёром изменила своё мнение и даже решила поспособствовать им. Она временно предоставила Олдмену металлическую цепь с замком, которую Сид носил на шее. Для вхождения в образ Вишеса Олдмен сел на строгую диету и сильно похудел, в связи с чем даже был ненадолго госпитализирован из-за истощения. В съёмках участвовали известные музыканты, такие как Кортни Лав, Игги Поп, Circle Jerks, Эдвард Тюдор-Поль и Слэш. Фильм получил в целом положительные отзывы критиков, однако многим (в том числе бывшим участникам Sex Pistols) он категорически не понравился. Так, Джонни Роттен в автобиографии раскритиковал фильм, назвав его «низшим, на что способна природа», и «грёбаной фантазией оксфордского выпускника». Он считает, что «Сид и Нэнси» прославляет героиновую зависимость, принизил жизнь Сида, все лондонские сцены с участием Sex Pistols не удались и практически всё не соответствует действительности, но особенно отвратительным Роттен счёл тот факт, что в фильме есть намёк на то, что он якобы ревновал Нэнси. Джон Лайдон также отметил, что Олдмен — хороший актёр, но «неправильно» сыграл эту роль, так как предварительно не поговорил ни с кем, кто знал Вишеса. При первой встрече с Алексом Коксом Роттен сказал, что застрелил бы его, будь такая возможность.
В 2000 году вышел ещё один фильм о группе режиссёра Джульена Темпла «Грязь и ярость». Это документальная лента, прослеживающая историю Sex Pistols с момента начала выступлений в пригородных лондонских пабах до последнего концерта группы на Зимнем стадионе в Сан-Франциско (14 января 1978 года). В фильме присутствуют редкие архивные съёмки, интервью с участниками коллектива, а также редкие интервью покойных Сида Вишеса и Нэнси Спанджен.
В 2002 году был выпущен документальный фильм «Классические альбомы: Sex Pistols. Never Mind the Bollocks», входящий в видеосерию «Классические альбомы» и рассказывающий историю создания одноимённой пластинки 1977 года. Он состоит из интервью с теми, кто работал над Never Mind the Bollocks, Here’s the Sex Pistols: участниками группы, продюсерами и инженерами. DVD с фильмом содержит бонусный материал, не вошедший в телевизионную версию.
В этом же году на экраны выходит фильм «Круглосуточные тусовщики».
Фильм повествует о музыкальной жизни Манчестера 1976—1992 годах, начиная с пробуждения, вызванного панк-роком, и заканчивая расцветом легендарного клуба FAC51 The Hacienda, рейвов и Мэдчестера. Фильм ведётся от лица Тони Уилсона (в исполнении Стива Кугана), телерепортёра, музыкального промоутера и владельца независимого лейбла Factory Records, на котором записывались такие местные коллективы, как Joy Division, New Order, Happy Mondays. Сценарий фильма написан по одноимённым мемуарам самого Уилсона.
В фильме показан самый первый концерт Sex Pistols.
В 2009 году по случаю тридцатилетия со дня смерти Сида Вишеса вышел документальный фильм Who Killed Nancy? (рус. Кто убил Нэнси?), снятый британским режиссёром Аланом Джи Паркером. В нём проводится попытка расследования убийства Нэнси Спанджен, умершей от многочисленных ножевых ранений 12 октября 1978 года в номере нью-йоркской гостиницы «Челси», где она останавливалась вместе с Сидом Вишесом. К независимому журналисту Паркеру (однофамильцу вышеупомянутого режиссёра) ещё в 1985 году обратилась мать Сида с просьбой доказать невиновность её сына. После расследования Паркер пришёл к однозначному выводу, что музыкант не совершал этого преступления, и изложил свои доводы в одноимённой книге. В фильме собрано огромное количество подтверждений невиновности Вишеса; одним из главных доказательств является тот факт, что он просто физически не мог убить Спанджен, поскольку находился в течение семи часов «в отключке» после употребления 30 таблеток обезболивающего. К тому же, как указывает журналист, той ночью из номера пропала крупная сумма денег, принадлежавших Сиду, которых так и не нашли. Предполагаемым убийцей девушки был назван близкий знакомый пары — некто по имени Майкл, приходивший, согласно показаниям многочисленных свидетелей, в номер во время предполагаемой смерти Спанджен. Этот человек позже хвастался тем, что собрал вместе все свои деньги и показал их завёрнутыми в повязку для волос, которую носила Нэнси.
9 сентября 2011 года на Международном кинофестивале в Торонто состоялась премьера фильма режиссёра Йенса Лиена «Сыны Норвегии». Одну из ролей в картине сыграл Джонни Роттен. В фильме рассказывается об эпохе расцвета панк-рока в Норвегии. Главный герой «Сыновей Норвегии» — четырнадцатилетний парень, чья жизнь резко изменилась после того, как к нему в руки попал дебютный альбом Sex Pistols Never Mind the Bollocks…. Роттену очень понравилась идея фильма, и он не только принял участие в съёмках как актёр, но и стал исполнительным продюсером проекта. Музыкант остался очень доволен результатом и на премьере картины назвал её отличной работой, которая опровергает стереотип о том, что панк несёт один лишь негатив, а также поблагодарил других людей, участвовавших в её создании.
В 2021 году стартовали съемки шестисерийного сериала о группе с рабочим названием Pistol режиссера Дэнни Бойла. В основе сценария — мемуары Стива Джонса. Премьера состоялась в 2022 году.

## Sex Pistols в поп-культуре
Имидж группы также оказал существенное влияние на массовую культуру. Ниже приведён список некоторых современных аллюзий на творчество коллектива.
- Сид Вишес — псевдоним американского рестлера Сидни Рэймонда «Сида» Эуди (англ. Sidney Raymond «Sid» Eudy). Под этим именем спортсмен выступал в федерации рестлинга World Championship Wrestling[191].
- В июле 2010 года во Франции поступили в продажу духи с запахом лимона и чёрного перца под маркой «Sex Pistols», упаковка которых отчасти повторяет дизайн обложки сингла «God Save the Queen». В рекламе духов говорится, что использовать их аромат могут только нонконформисты и рисковые люди, которые не боятся «духа панка»[192][193].
- Взятая за основу манера поведения Сида Вишеса помогла Хиту Леджеру вжиться в образ Джокера для роли в кинофильме «Тёмный рыцарь», за которую актёр был посмертно награждён премией Оскар[194].
- Название «Sex Pistols» носят японские комиксы и OVA[195]. Также название «Sex Pistols» носит стенд Гвидо Мисты, одного из персонажей манги и аниме JoJo’s Bizarre Adventure[196].
- Участники Sex Pistols пародируются в 12-й серии 19-го сезона мультсериала «Симпсоны», в которой Бартом Симпсоном рассказывается видоизменённая история отношений Вишеса и Спанджен. В этой серии Барт Симпсон соответствовал Джонни Роттену, Нельсон Манц — Сиду Вишесу и Лиза Симпсон — Нэнси Спанджен[197].
- Название первой советской панк-группы «Автоматические удовлетворители» является произвольным переводом названия группы Sex Pistols[198].

## Участники группы

### Текущий состав
- Стив Джонс — гитара, бэк-вокал (1975—1978, 1996—2001, 2002—2003, 2007—2008, 2024—наши дни), бас-гитара (1977)[199], ведущий вокал (1975)
- Пол Кук — ударные (1975—1978, 1996—2001, 2002—2003, 2007—2008, 2024—наши дни)
- Глен Мэтлок — бас-гитара, бэк-вокал (1975—1977, 1996—2001, 2002—2003, 2007—2008, 2024—наши дни)

### Текущий концертный музыкант
- Фрэнк Картер[англ.] — ведущий вокал (2024—наши дни)[200]

### Бывшие участники
- Джонни Роттен (Джон Лайдон) — ведущий вокал (1975—1978, 1996—2001, 2002—2003, 2007—2008)
- Уолли Найтингейл — гитара (1975; умер в 1996)
- Ник Кент — гитара (1975)
- Стив Нью[англ.] — гитара (1975; умер в 2010)
- Сид Вишес — бас-гитара, бэк-вокал и случайный ведущий вокал (1977—1978; умер в 1979)[201]

## Дискография
Ниже приведены официально выпущенные альбомы и синглы Sex Pistols. Переиздания альбомов не указаны.

### Альбомы
| Дата релиза                                                                        | Альбом                                                           | Наивысшие позиции в чартах | Наивысшие позиции в чартах | Наивысшие позиции в чартах | Наивысшие позиции в чартах | Наивысшие позиции в чартах | Наивысшие позиции в чартах | Наивысшие позиции в чартах | Сертификация                              |
| Дата релиза                                                                        | Альбом                                                           | UK                         | US                         | SWE                        | NO                         | ES                         | NZ                         | NL                         | Сертификация                              |
| ---------------------------------------------------------------------------------- | ---------------------------------------------------------------- | -------------------------- | -------------------------- | -------------------------- | -------------------------- | -------------------------- | -------------------------- | -------------------------- | ----------------------------------------- |
| 1977 28 октября                                                                    | Never Mind the Bollocks, Here’s the Sex Pistols Студийный альбом | 1                          | 106                        | 12                         | 11                         | 100                        | 27                         | 16                         | UK: платиновый US: платиновый NL: золотой |
| 1977 Ноябрь                                                                        | Spunk[I] Сборник демонстрационных и репетиционных записей        | —                          | —                          | —                          | —                          | —                          | —                          | —                          |                                           |
| 1979 2 марта                                                                       | The Great Rock ‛n’ Roll Swindle Саундтрек                        | 7                          | —                          | —                          | —                          | —                          | 26                         | —                          | UK: золотой                               |
| 1979 3 августа                                                                     | Some Product: Carri on Sex Pistols Отрывки из интервью           | 6                          | —                          | —                          | —                          | —                          | —                          | —                          | UK: серебряный                            |
| 1980 8 февраля                                                                     | Flogging a Dead Horse Сборник синглов                            | 23                         | —                          | —                          | —                          | —                          | 49                         | —                          | UK: серебряный                            |
| 1985 ноябрь                                                                        | Anarchy in the UK: Live at the 76 Club[II] Концертный альбом     | —                          | —                          | —                          | —                          | —                          | —                          | —                          |                                           |
| 1992 5 октября                                                                     | Kiss This Сборник                                                | 10                         | —                          | 46                         | —                          | —                          | —                          | —                          | UK: золотой                               |
| 1996 29 июля                                                                       | Filthy Lucre Live Концертный альбом                              | 26                         | —                          | —                          | —                          | —                          | —                          | —                          |                                           |
| 2002 27 сентября                                                                   | Jubilee Сборник                                                  | 29                         | —                          | —                          | —                          | —                          | —                          | —                          |                                           |
| 2002 6 июня                                                                        | Sex Pistols Box Set Бокс-сет                                     | —                          | —                          | —                          | —                          | —                          | —                          | —                          |                                           |
| «—» означает, что альбом либо не попал в чарты, либо не был издан в данной стране. |                                                                  |                            |                            |                            |                            |                            |                            |                            |                                           |

↑  I — в 1977 году вышел в качестве бутлега. Содержит концертный и забракованный студийный материал. Был официально выпущен в 1996 году в качестве дополнительного диска к переизданию альбома Never Mind the Bollocks, Here’s the Sex Pistols. В 2006 году Spunk был издан как отдельный альбом лейблом Sanctuary Records. Также записи из альбома часто встречаются в различных пиратских компиляциях. 

↑  II — в 1985 году вышел в качестве бутлега. Официально был выпущен в 2001 году лейблом Prism Entertainment.

### Синглы
| Дата попадания в чарт | Название                                                  | Наивысшая позиция в UK Singles Chart | Сертификация BPI |
| --------------------- | --------------------------------------------------------- | ------------------------------------ | ---------------- |
| 18 декабря 1976 года  | «Anarchy in the U.K.»/«I wanna be me»                     | 38                                   |                  |
| 4 июня 1977 года      | «God Save the Queen[III]»/«Did You No Wrong»              | 2                                    | Серебряный       |
| 9 июля 1977 года      | «Pretty Vacant»/«No Fun»                                  | 6                                    | Серебряный       |
| 22 октября 1977 года  | «Holidays in the Sun»/«Satellite»                         | 8                                    |                  |
| 8 июля 1978 года      | «No One Is Innocent»/«My Way»                             | 7                                    |                  |
| 3 марта 1979 года     | «Something Else»/«Friggin in the Riggin»                  | 3                                    | Серебряный       |
| 7 апреля 1979 года    | «Silly Thing»/«who killed Bambi»                          | 6                                    | Серебряный       |
| 30 июня 1979 года     | «C’mon Everybody»                                         | 3                                    | Серебряный       |
| 13 октября 1979 года  | «The Great Rock 'n' Roll Swindle»/«rock around the clock» | 21                                   |                  |
| 14 июня 1980 года     | «(I’m Not Your) Steppin' Stone»/«pistols propaganda»      | 21                                   |                  |
| 1984 год              | «submission»                                              |                                      |                  |
| 3 октября 1992 года   | «Anarchy in the U.K.» (переиздание)                       | 33                                   |                  |
| 5 декабря 1992 года   | «Pretty Vacant» (переиздание)                             | 56                                   |                  |
| 27 июля 1996 года     | «Pretty Vacant» (live)                                    | 18                                   |                  |
| 8 июня 2002 года      | «God Save the Queen» (переиздание)                        | 15                                   |                  |
| 13 октября 2007 года  | «Anarchy in the U.K.» (второе переиздание)                | 70                                   |                  |
| 20 октября 2007 года  | «God Save the Queen» (второе переиздание)                 | 42                                   |                  |
| 27 октября 2007 года  | «Pretty Vacant» (второе переиздание)                      | 65                                   |                  |
| 3 ноября 2007 года    | «Holidays in the Sun» (переиздание)                       | 74                                   |                  |

↑  III — являлся лидером по количеству продаж, но официально не был допущен до первого места в чарте и запрещён к трансляции.

## Фильмография
В данном списке указаны художественные и документальные фильмы о группе Sex Pistols и концертные DVD.
| Год выхода | Русское название                                           | Оригинальное название                   | Примечания | Режиссёр           |
| ---------- | ---------------------------------------------------------- | --------------------------------------- | --- | ------------------ |
| 1978       | Кто убил Бэмби?                                            | Who Killed Bambi?                       | Художественный фильм (не завершён; фрагменты включены в «Великое рок-н-ролльное надувательство»). Фрагменты фильма были опубликованы кинокритиком и соавтором режиссёра Роджером Эбертом на своём блоге сайта Chicago Sun-Times. | Русс Мейер         |
| 1980       | Великое рок-н-ролльное надувательство                      | The Great Rock’n’Roll Swindle           | Художественный фильм с участниками Sex Pistols в главных ролях. | Джульен Темпл      |
| 1986       | Сид и Нэнси                                                | Sid & Nancy                             | Художественный фильм о взаимоотношениях Сида Вишеса и Нэнси Спанджен. | Алекс Кокс         |
| 1996       | Live at the Winterland                                     | Live at the Winterland                  | Запись концерта в Сан-Франциско 14 января 1978 года. В 1996 году вышел на VHS, в 2001 — на DVD. |                    |
| 1999       | Live at the Longhorn                                       | Live at the Longhorn                    | Запись концерта в Далласе 10 января 1978 года. |                    |
| 2000       | Грязь и ярость                                             | The Filth and the Fury                  | Документальный биографический фильм. | Джульен Темпл      |
| 2002       | Классические альбомы: Sex Pistols. Never Mind the Bollocks | Classic Albums: Never Mind the Bollocks | Документальный фильм о создании альбома Never Mind the Bollocks, Here’s the Sex Pistols из видеосерии «Классические альбомы». | Мартин Р. Смит     |
| 2005       | The Best of British £1 Notes                               | The Best of British £1 Notes            | Сборник официальных и концертных клипов Джонни Роттена. Содержит клипы Sex Pistols. |                    |
| 2006       | Последние сутки: Сид Вишес                                 | Final 24. Sid Vicious                   | Документальный фильм, прослеживающий последние сутки жизни Сида Вишеса от момента выхода из нью-йоркской тюрьмы до момента смерти после «героиновой вечеринки».                                                                  | Пол «Стэн» Гриффин |
| 2008       | Пусть всегда будет Англия                                  | There’ll Always Be an England           | Двойной DVD, содержащий запись пяти концертов в Брикстонской Академии Лондона в ноябре 2007 года и кадры путешествия Джонни Роттена по Лондону на прогулочном автобусе.                                                          | Джульен Темпл      |
| 2009       | Кто убил Нэнси?                                            | Who Killed Nancy?                       | Документальный фильм о таинственном убийстве Нэнси Спанджен, в котором приводятся многочисленные доказательства невиновности Сида Вишеса.                                                                                        | Алан Дж. Паркер    |
| 2011       | Сыны Норвегии                                              | Sons of Norway                          | Художественный фильм с участием Джонни Роттена о норвежском подростке, чья жизнь резко изменилась после того, как к нему в руки попал альбом Never Mind the Bollocks, Here’s the Sex Pistols.                                    | Йенс Лиен          |
| 2022       | Пистол                                                     | Pistol                                  | Мини-сериал базируется на истории жизни гитариста Sex Pistols Стива Джонса, на фоне становлении и роста популярности его группы.                                                                                                 | Дэнни Бойл         |

## Концертные турне и выступления
Выступления Sex Pistols в разные годы
Ниже приведены официальные даты выступлений и туров Sex Pistols за всё время существования коллектива, а также отменённые выступления.

1975 год:
- 6 ноября — 9 ноября — 6 выступлений в школах и колледжах Лондона.

1976 год:
- 23 января — 29 ноября — Выступления в колледжах, клубах, кинотеатрах, тюрьме и концертных залах в Великобритании и два выступления в Париже, Франция (63 концерта, 2 отменены).
- 6 декабря — 21 декабря — Турне «Анархия» в Великобритании (7 концертов, 17 отменены).

1977 год:
- 5 января — 7 января — 3 концерта в Нидерландах.
- 21 марта — 7 июня — 3 концерта в Лондоне.
- 13 июля — 28 июля — Скандинавское турне (12 концертов).
- 19 августа — 1 сентября — Турне S.P.O.T.S Tour в Великобритании (6 концертов).
- 5 декабря — 11 декабря — Голландское турне (7 концертов, 2 отменены).
- 16 декабря — 25 декабря — Турне Never Mind the Bans Tour в Англии (8 концертов).

1978 год:
- 5 января — 14 января — Американское турне (8 концертов, 1 отменён).

1996 год:
- 21 июня — 7 декабря — Мировое турне Filthy Lucre Tour (72 концерта, 2 отменено).

2002 год:
- 27 июля — Концерт в спортивном центре Кристал Пэлас, Лондон.
- 14 сентября — Выступление в Калифорнии, США.

2003 год:
- 20 августа — 8 сентября — Североамериканское турне (11 концертов).

2007 год:
- 25 октября — 18 ноября — Концертная программа Holidays in the Sun. 1 концерт в США, 6 в Англии, 1 в Шотландии.

2008 год:
- 7 июня — 5 сентября — Турне Combine Harvester Tour Концерты в США, Европе и Японии (31 концерт).

### Официальные сайты участников Sex Pistols
- Сайт Джона Лайдона (Роттена) (англ.). Дата обращения: 23 марта 2012. Архивировано 24 марта 2012 года.
- Сайт Пола Кука и Стива Джонса (англ.). Дата обращения: 23 марта 2012. Архивировано 24 марта 2012 года.
- Сайт Глена Мэтлока (англ.). Дата обращения: 23 марта 2012.
- Сайт Сида Вишеса (англ.). Дата обращения: 23 марта 2012. Архивировано 24 марта 2012 года.
- Сайт Малкольма Макларена (англ.). Дата обращения: 23 марта 2012. Архивировано 24 марта 2012 года.